# 宇宙戦艦ヤマトシリーズの航空機・宇宙艇
宇宙戦艦ヤマトシリーズの航空機・宇宙艇（うちゅうせんかんヤマトシリーズのこうくうき・うちゅうてい）では、「宇宙戦艦ヤマトシリーズ」に登場する様々な勢力の航空機を述べる。なお、作中では航空機と宇宙艇の境界線が曖昧であり、「艇」や「船」を名乗りながらも航空機的な機体も存在するため、宇宙艇や宇宙戦闘機についても本項目で述べる。

## 地球防衛軍

### コスモタイガーII
最も多く登場する単座タイプのほか、単座タイプを改良した新コスモタイガー、複座のキャノピーに1人用銃座を備えた三座タイプ、三座タイプを元にした雷撃機が存在する。

### 試製空間戦闘攻撃機 コスモパイソン
試製空間戦闘攻撃機コスモパイソンは、『宇宙戦艦ヤマト2205 新たなる旅立ち』に登場する架空の戦闘攻撃機である。デザイン担当は玉盛順一朗。
総合打撃力を重視した次期艦載マルチロールファイターとして試作された機体で、戦闘空母ヒュウガで試験飛行隊が運用している。
30mmパルスレーザー機関砲×6門、12.7mm機関銃×2挺に加えて、大型対艦砲として57ｍｍ陽電子機関砲を中央胴体に内装、更に左右胴体内の大部分を兵装ベイとする重武装の機体である。『2205』劇中では兵装ベイに大型空対艦ミサイルを搭載し、デザリアムのヒアデス級護衛艦に対し対艦攻撃を行っている。
機体各部はユニット化されて、関節構造で可動するようになっており、通常戦闘・高機動・長距離巡航それぞれに最適化されたモードへと各接続部がスライドして、機体形状を変化させる。アクティブステルス・フィールドジェネレーターの搭載によりステルス性能が、ヒッグスドライブ・シンクロナイズド警戒レーダーの搭載により索敵性能が向上している。

本機は「『2202』に登場したコスモタイガーIを小さくしたらどうなるだろうか」というのを発端として設定された。「コスモゼロやコスモタイガーIIとは別種の新型機をライバルとして登場させることで、それぞれの進化が描けるのではないか」という意図を以てデザインされている。

### コスモハウンド
コスモハウンドは、『宇宙戦艦ヤマトIII』『宇宙戦艦ヤマト 完結編』に登場する架空の大型航空機である。デザイン担当は板橋克己。
移住の星探しに出発したヤマトが新たに搭載した、惑星探査を主目的とした探査・観測機である。デルタ翼を持つ大型機で、第二次世界大戦で使用された爆撃機を思わせる風防が特徴である。ヘリコプターや雪上車などの各種車両を搭載するなど高い搭載能力と広いスペースを持つ。その余剰スペースを活用して、人命救助にも使用されるが、医療機器は積んでおらず、重傷者や病人がいる場合には、別に救命艇を呼ぶ必要がある。機内の構造は、最後部の機関ブロックを除いて上下二段式になっており、上段は前から上部コックピットおよび補助席、調査分析室、上部第二倉庫、下段は下部コックピット、観測室兼コンピューター室、下部倉庫、格納庫および乗降ハッチの順に仕切られている。
敵との戦闘を目的としたものではないため、兵装は自衛用の旋回式銃座と正面下部の単装機銃、機首両側面の機関砲（『ヤマトIII』第2話の飛行テスト時に使用）があるだけである。ヤマト左舷側部に設けられた専用の発着口から発進する。
航空機ながら、機関部にコントロール要員を必要とし、劇中では航海班の雷電五郎が操縦していたりと、艦艇に近い扱い方をされている。
『ヤマトIII』で主任務である惑星探査を効率良く行うために配備され、数々の惑星の探査を行った。そればかりではなく、成り行き上、実戦に参加したこともある（『ヤマトIII』第9話）。また、『完結編』においては、水没するディンギル星から溺れる住民の救助を試みたが、折からの悪天候によりヤマトの船体の揺れを押さえきれなかったことや、ヤマト艦内に格納した状態で乗降できない発着口の構造が仇となり、着艦直後に発着口からディンギルの海に滑落して失われた。
本機のデザインはB29爆撃機がモチーフとなっている。また、本デザインのほかに描かれたデザイン案は、後にガルマン・ガミラス帝国の重爆機、双胴戦闘機、反射板搭載機へ発展していった。また、板橋だけでなく、出渕裕によって描かれたデザインラフも多数存在しており、それには「五式探索機」という名称がついている。

#### 試製次元潜航艇 コスモハウンド
試製次元潜航艇コスモハウンドは、『宇宙戦艦ヤマト2205 新たなる旅立ち』に登場する架空の大型宇宙艇である。デザイン担当は玉盛順一朗。
本作では次元潜航能力を持つ機体という設定になった。名称に関してもガミラスの次元潜航艦と関連付けられ、UX-01のコードネーム「猟犬」に由来すると設定された。
ガミラスとの安全保障条約に基づいて供与された技術で開発・試作された、地球軍初の次元潜航艇。
主機の構成はUX-01と似ており、波動エンジンとゲシュ＝ヴァール機関を備える。ゲシュ＝ヴァール機関のコアは、技術交流官としてやって来たヤーブ・スケルジがガミラスから持参したものが使用されている。安定翼内に次元潜航艦と同じく多次元位相バラストタンクを備え、次元境界面を突破し、通常の宇宙空間と亜空間の往還と両空間での航行を可能とする。ただし、試作段階のため故障も多く、劇中ではヤーブに「三度に一度は動作不良を起こすバカ犬」と言われている。
機体はユニット構造を採用しており、主翼ごと機体の下半分が外れる仕様になっている。多目的輸送艇構想に基づいて開発されており、当初はユニット交換により高い汎用性を持たせる計画だったとされている。

劇中では第2話でゲシュ＝ヴァール関連の資材をヤーブが技術解析室で取り扱っている描写が入り、次元潜航艇の存在が仄めかされ、さらに第4話ではアスカ内で試作状態の本艇が登場し、ヤーブの荷物がそのコアであると語られた。デザリアムとの戦闘中も開発が進められており、第8話で正式に登場し、土門竜介の発案により、イスカンダル王族の救出に利用される。王族奪取の為にゴルバから放たれたキャプチャーフィールドに対し、回避運動を取りながら主翼ユニットを分離してデコイとすることで追撃を振り切り、転送されたユニットに搭載された波動掘削弾が内部で爆発し、波動エネルギーの影響によりゴルバに大打撃を与えた。

### シームレス戦闘機
シームレス戦闘機は、『宇宙戦艦ヤマト』に登場する架空の戦闘機。デザイン担当は宮武一貴。
ヤマトの艦内工場で、特別に製作された特殊航空機である。ガミラスの宇宙要塞島から発せられ、金属部分の継ぎ目を引き剥がすマグネトロン・ウェーブに耐えられるように、機体外板が一体成形で造られている（しかし、コクピットのキャノピー枠は別パーツ）。コックピットは直列の複座式。武装として、機体下部にパルスレーザー砲を2門装備。エアインテーク側面の4つの開口部は逆噴射ノズルである。尾翼の付け根部分には「XP-1501」の機体番号あり。
劇中では、第18話で古代進と真田志郎が宇宙要塞島破壊にむかう際に使用した。なお、往路では真田が操縦桿を握っている。
アニメでは本作のみの登場だったが、PSゲームシリーズでは、第1作のゲーム化作品であるPS版『宇宙戦艦ヤマト 遥かなる星イスカンダル』だけでなく、続編のPS版『さらば宇宙戦艦ヤマト 愛の戦士たち』にも登場している。

### 弐式艦上中距離爆撃機
弐式艦上中距離爆撃機は、PS2版ゲームソフト『宇宙戦艦ヤマト イスカンダルへの追憶』、『宇宙戦艦ヤマト 暗黒星団帝国の逆襲』、『宇宙戦艦ヤマト 二重銀河の崩壊』に登場する架空の艦上ミサイル爆撃機。デザイン担当は宮武一貴。
ヤマトに随伴する空母に搭載されている。三角形の機首から伸びる扁平で細長い機体と、片翼だけで機体全長に匹敵する長さを持った細い翼が特徴。三発機であり、胴体のほか、翼の付け根に断面が菱形の細長いエンジンユニットを持つ。
主翼は複雑な折り畳み機構を持っている。まず、エンジンユニットより内側部分（内翼）は90度折り畳まれる（つまりユニットごと畳まれる）。エンジンユニットから先の部分（外翼）は、元の方向に対して垂直になるよう折り畳まれる構造（つまり折れ目が翼に対して斜めになる）としており、内翼も含めて完全に折り畳まれた場合、外翼の先端は正面へ伸びる形となる。本機は主翼が折り畳まれた状態で発艦させられる。
機首に操縦手のコックピットがあるほか、機体上面は左側に爆撃手用のキャノピーがある（右側には自己防衛システムが装備されている）。

武装は機体の上下に大型の対艦ミサイルを搭載（機体が2発のミサイルに挟まれる形になる）。そのほかにわずかな固定武装を持つ。さらに、主翼の裏面には外部兵装用のスポンソンがあるほか、最終手段として増槽も投下可能となっている。

### 空間戦術偵察機SSR-91 コスモスパロー
空間戦術偵察機SSR-91 コスモスパローは、『宇宙戦艦ヤマト2199』に登場する架空の偵察機。デザイン担当は玉盛順一朗。
国連宇宙軍の偵察機。コスモゼロやコスモファルコンより一回り大きい機体で、機動性よりも巡航性を追及している。高揚力とコントロール性に優れ、火星でも飛行可能。偵察機のため武装は貧弱で、機体後部に自衛用火器を装備しているのみである。
第18話における篠原の回想に登場（ただしかなり小さくしか映らない）。この機体は第343航空団第4偵察飛行隊所属の山本明生の搭乗機で、コールサインは「ソードスリー」。第二次火星沖海戦における偵察任務中にガミラスの襲撃に遭い撃墜された。

### 探索艇
100式探索艇と特殊探索艇がある。

### 上陸用舟艇（地球防衛軍）
地球防衛軍の上陸用舟艇（じょうりくようしゅうてい）は、『さらば宇宙戦艦ヤマト 愛の戦士たち』『宇宙戦艦ヤマト2』『ヤマトよ永遠に』『宇宙戦艦ヤマトIII』に登場する架空の宇宙艇。デザイン担当は宮武一貴。
対白色彗星帝国戦役時に、新たにヤマトに搭載された惑星降下用の艦載内火艇。現実世界の上陸用舟艇と同様の性格を持つ。衛星軌道上の艦船から敵地である惑星に降下することを前提に設計されており、艇体には装甲が張られ、地上制圧のために艇首に固定式単裝砲2門を持つ（本編未使用）。艇尾に4基のエンジン。下部にキャタピラを装備し不整地の疾走が可能。装甲兵員輸送車に大気圏突入能力と飛行機能を付加したような仕様である。

人員や物資輸送の双方を効率よく行えるように、大きさの割にはカーゴルームは広く、内側の壁面にはロングシートの座席がある。乗降扉は艇正面にある。艇内レイアウトはカーゴルームが前、操縦席が後部上方にあるという独特なもの。操縦室は4人乗りであり、パイロットは後部の専用扉から乗降する。カーゴルームと操縦室はつながっておりカーゴルームからの乗降も可能である。初登場は『さらば』のテレザート上陸作戦で、ザバイバルの戦車部隊に襲われた空間騎兵を支援するために多弾頭砲を空輸する。劇中では上陸作戦以外にも、惑星上との連絡船としても使用されている。

#### 5式空間騎兵戦闘艇
5式空間騎兵戦闘艇は、『宇宙戦艦ヤマト2205 新たなる旅立ち』に登場する架空の宇宙艇である。デザイン担当は玉盛順一朗。
5式空間機動甲冑を装着した空間騎兵隊員を作戦域へ展開させることを目的とし、通常の装甲戦闘艇を元に生産された。
デザインはオリジナルのシルエットを保ちつつ、艇後部が積載台となっており、機動甲冑を搭載可能となっている。
乗員は艇内部に艇長兼操縦手とレーダー手兼射撃手が各1名ずつ、積載台に機動甲冑装備の空間騎兵6名の計8名。武装面では本艇自体の装備されたもののほか、積載された機動甲冑の個人携行火器による攻撃もできる。

デザインした玉盛曰く旧作の名称である「上陸用舟艇」を一般名称と捉え、その中のバリエーションの一つとして登場させたとのこと。デザインに当たってはフランスやロシアの騎兵戦車のイメージが盛り込まれている。

### 中型雷撃艇
中型雷撃艇は、『宇宙戦艦ヤマト2』『宇宙戦艦ヤマトIII』に登場する架空の宇宙艇。デザイン担当は松本零士、板橋克己。
西暦2201年以降の地球防衛軍で使用されている宇宙艇である。戦闘艦に搭載され運用されると同時に、地球軍の各惑星基地でもその姿を見ることが出来る。武装は先端部上下にパルスレーザー機関砲を12門、各部に多数のミサイル発射口を備える。さらに先端部分そのものが大型ミサイルとなっており、強力な対艦攻撃力を持つ。コックピットは縦列の複座式で、そのほかにも2名のクルーが乗り組む4人乗りであるが、1名だけでも操縦出来る。大気圏内外を問わず運用可能。
『ヤマト2』で、ヤマトの艦載艇として使用されただけでなく、『ヤマトIII』においてもたびたび登場しており、第1話におけるアステロイドベルト宙域での惑星破壊ミサイル迎撃や、第3話における日本アルプス上空でのガルマン艦迎撃、第7話におけるアルファ星でのヤマトの先導など、配備地域は広範囲にわたっている。

松本零士のラフスケッチでは、コックピット両脇に「PT-3」と記入されており、デザインの段階では、航空機ではなく魚雷艇的な兵器として認識されていた節がうかがえる。

### 修理艇
修理艇は、『宇宙戦艦ヤマト』『宇宙戦艦ヤマトIII』に登場する架空の宇宙艇。デザイン担当は加藤直之。
地球防衛軍で使用されている作業用宇宙艇である。宇宙船に搭載され、外壁部分の補修工事の際に使用される。黒板消しを連想させる四角い胴体に、前部に機首、後部に2基の噴射ノズルが設けられている。胴体上面が平らでフラットな構造であり、作業時のプラットホームとして活用される。下面部には補修用資材を積み込み、高機動ノズルによって、破損箇所へスムーズに移動することが出来る。非武装。
各資料集を確認すると、「外壁補修の図2」と書かれた、メカ設定と言うより情景を描いた美術設定に近い設定画の中に、風景の一環として描かれているが、確認出来るのはそれだけであり、修理艇単体の設定画は存在しないようである。ひおあきら漫画版に登場する修理艇は、松本零士の漫画『潜水艦スーパー99』に登場した海中修理艇と、ほぼ同デザインの円錐状の機体にマジックハンドが設置された形状をしていた。
『宇宙戦艦ヤマト2199』にも作業用装載艇という名称で登場する。デザイン担当は玉盛順一朗。
デザインに大きな変更はないが、各部機構についての細かい設定が加えられている。第24話でのイスカンダル寄港時には、ヤマトクルーが海水浴をする際、海に浮かべられて台座代わりにされた。

### 宇宙・大気圏内両用運搬船
宇宙・大気圏内両用運搬船は、『宇宙戦艦ヤマト』に登場する架空の輸送船（輸送機）。デザイン担当は加藤直之。
地球防衛軍で使用されている輸送機である。宇宙船に搭載され、母艦と惑星上との物資運搬に使用される。正面から突き出た機首先端に空気取り入れ口はなく、垂直尾翼は1枚。黄色く塗られた箱型の胴体に、上部前面に機首、機体尾部に搬入口、搬入口を避けるように4基のエンジン、そして主翼が設けられている。底部には噴射ノズルが縦に2基付いており、VTOL能力があるので着陸場所を選ばない。劇中描写では、VTOLノズルの位置と形状が設定画と異なる。母艦内での格納スペースを確保するため、機首部は後方にスライド可能で主翼も引き込み式である。乗員は2名で、機首下からキャノピーに出入りする。機体底部の4隅に1軸ボギーの車輪を持つ。外見から見る限り、非武装。
第6話でタイタンにある資材物資を調達するために使われ、第20話では研究のためにバラン星の植物やバラノドンを採集するのに使われた。

### 内火艇
内火艇は、『宇宙戦艦ヤマト完結編』に登場する架空の宇宙艇。
地球防衛軍で使用されている宇宙艇である。艦載汎用艇であり、宇宙船に搭載されて、人員輸送や他艦との連絡に用いられる。全長25メートル。コックピットは複座式。乗降扉は正面だが、パイロット搭乗口は後部にある。『ヤマト完結編』に登場。劇中では、艦載艇としてヤマトに複数搭載されており、ラストの乗組員退艦に使用された。外見から見る限り、非武装。
リメイクシリーズである『宇宙戦艦ヤマト2205 新たなる旅立ち』にも登場。標準内火艇5号型という名称となっている。デザインはオリジナルからほぼ変わっていない。全長15メートル、全高6.0メートル、全幅4.7メートル。最大乗員数は約50名。いくつか種類のある内火艇の中では比較的大型の部類。劇中では波動実験艦 銀河に搭載されていた「ぎんが02」がヤーブ・スケルジをヤマトに移乗させるのに使用されている。

### 有人パトロール艇
有人パトロール艇（ゆうじんパトロールてい）は、『ヤマトよ永遠に』に登場する架空の宇宙艇。デザイン担当は板橋克己。
暗黒星団帝国戦役時、太陽系内の定時パトロール用の機体として使用されていた宇宙艇である。
外観上では中央ブロックを中心に、居住ブロックと3つの動力ブロックとが別々に分かれており、今までの地球艦艇および航空機とは一線を画するデザインである。定員は4名であり、操縦席と副操縦席の後ろに機関士席が2つある。不測の事態に備え武装が施されているが、それらはすべて正面に向けて固定式に装備されている。機首部下面に脱出カプセルの射出口があり、カプセルには操縦室の床から直接乗り移ることが可能である。
当時の地球防衛軍は、宇宙戦力の無人化を進めており、本艇は地球に残された数少ない有人宇宙艇である。

本編中では、冒頭で古代進が艇長を務める第10パトロール艇として登場。目的地であった火星基地が突然音信不通になったために急遽調査に向かう。その後、地球への帰還直前、地球周辺宙域にて地球軍の無人艦隊と敵の黒色艦隊との交戦に巻き込まれてしまう。

### 高速連絡艇
高速連絡艇は、『ヤマトよ永遠に』に登場する架空の宇宙艇。デザイン担当は板橋克己。
西暦2202年当時の地球連邦で使用されていた宇宙艇である。非常時における大統領緊急脱出用として、官邸付近の地下秘密ターミナルに格納されていた。外見から見る限り、非武装。
発進口は、付近にある森林公園にカモフラージュされている。地球から火星の先の小惑星地帯まで、短期間で到達することが可能なほどの高速性をもつ。劇中では、暗黒星団帝国の電撃的な占領作戦のために本来の用途に使う機会を失われ、ヤマトの主要メンバーが地球を脱出する際に使用された。また、この発進ターミナルは古代と雪の悲劇の別れの舞台でもある。
同時期に設定された無人輸送船Aタイプのデザインを元に創られた機体である。
船体構造は機動戦士ガンダムに登場したムサイ級宇宙軽巡洋艦に似ている。

### 哨戒艇
哨戒艇は、『宇宙戦艦ヤマト2』および『宇宙戦艦ヤマトIII』に登場する架空の航空機。デザイン担当は板橋克己。
西暦2201年以降の地球防衛軍で使用されている航空機である。コスモタイガーIIなどに共通する地球メカらしいデザインであるが、機体後部がずんぐりしておりスマートさに欠ける。双尾翼の外側に水平尾翼を持つ。主翼下に大きめの増槽を左右に1つずつ付属。惑星上に配備され、一定空域の警備や、パトロール任務に就く。武装の有無は未確認。大気圏外まで進出出来るのかどうかも不明である。機体は全身灰色に塗装されているが、『ヤマトIII』の機体は増槽と噴射ノズルのショックコーンのみが黄色に塗られている。
資料によっては地球防衛軍機という名称で掲載され、防空戦闘機タイプと哨戒艇タイプの2種類があるとされる。しかし、一方では2種類の設定画を掲載しているものの、片方は準備稿で、もう一方は決定稿だと書かれているものもある。
『ヤマト2』第4話で、2機が大気圏を離脱しようとするヤマトの周りを哨戒するも、1機がヤマトのアンテナに接触して墜落する。『ヤマトIII』第7話では、ケンタウルス座アルファ星の第4惑星の警備隊に配備されていた。同惑星のドッグに駐留するヤマトを数十機が上空に静止して護衛していたが、ガルマン・ガミラスのミサイル攻撃で壊滅する。

### 90式内火艇
90式内火艇は、『宇宙戦艦ヤマト2199』に登場する架空の宇宙艇。デザイン担当は小林誠。
水上艦艇に近い形状をしている。ヤマトの内火艇格納庫に2隻収容されている。艇名は「つくば」と「しらとり」。劇中での活躍はなく、ほとんど背景も同然となっている。
『宇宙戦艦ヤマト 復活篇 ディレクターズカット版』完成を記念して発売された「小林誠復活篇アートカレンダー2012」において描かれていた特殊ミサイル艇「つくば」を流用したもの。

### その他
劇中1回のみの登場で終わり、かつ目立った出番の無い機体、これといった特記事項の無い機体、航空機以外の飛行メカなどは、ここで一括して紹介（順番は「航空機」「宇宙艇」「その他」「未登場メカ」の順）。
| 名称                   | 登場作品                        | デザイナー | 解説 |
| ---------------------- | ------------------------------- | ---------- | --- |
| 訓練機                 | 宇宙戦艦ヤマトIII               | 板橋克己   | 宇宙戦士訓練学校使用機。第1話冒頭で揚羽が操縦した機体。 |
| 防衛軍機               | 宇宙戦艦ヤマトIII               | 板橋克己   | 地球防衛軍人員輸送用ジャンボ機。第3話で南十字島から相原が搭乗した機体。                                                                                           |
| 重爆撃機               | 宇宙戦艦ヤマト2199              | 不明       | 第14話の幻影の中に登場した機体。 |
| 連絡艇                 | 宇宙戦艦ヤマトIII               | 板橋克己   | 警備艇（パトロール艦）の内火艇。第18話で、藤堂司令長官と藤堂晶子が激励のため、ガルマン・ガミラス工作母艦に乗り入れる時に使用。                                    |
| タグ・ボート           | 宇宙戦艦ヤマトIII               | 板橋克己   | 海王星浮遊ドックの小型宇宙艇。第5話でラジェンドラ号をドックまで曳航。                                                                                             |
| 高速艇シーボルト       | 宇宙戦艦ヤマト2202 愛の戦士たち | 不明       | 第十一番惑星に配備されていた宇宙艇。ワープ実験用の艦艇であり、波動エンジンではなく核融合エンジンによるワープ能力を持つ。第6話で永倉志織が脱出する際に使用される。 |
| 円盤型ヘリコプター     | 宇宙戦艦ヤマト                  | 松崎健一   | 大気圏内用レスキューヘリ。第25話、イスカンダル星ホワイトキャッスルにいる森雪救出のために使用。                                                                    |
| 長官用ヘリコプター     | 宇宙戦艦ヤマトIII               | 板橋克己   | 激励のため、藤堂司令長官が発進前のヤマトに来艦した際に使用。第3話登場。                                                                                           |
| 資材運搬用ヘリコプター | 宇宙戦艦ヤマトIII               | 板橋克己   | 日本アルプス秘密ドックの輸送ヘリ。マグネット式クレーン装備。第1話。                                                                                               |
| 一人乗りヘリコプター   | 宇宙戦艦ヤマトIII               | 板橋克己   | コスモハウンド搭載機。ただしコスモハウンドからの発進シーンは無し。第3話で、ヤマトから下船した相原の捜索に使用。                                                   |
| 無人偵察機             | 未登場                          | 板橋克己   | 『ヤマトよ永遠に』時に設定されたが登場せず。 |
| 脱出カプセル           | 未登場                          | 宮武一貴   | 『さらば宇宙戦艦ヤマト』時に設定されたが登場せず。 |

## ガミラス帝国

### DMF-3
DMF-3は、『宇宙戦艦ヤマト』に登場する架空の戦闘機。デザイン担当は松本零士（ラフ稿）、宮武一貴（四面図）。
ガミラス帝国で使用されている主力艦上戦闘機である。主に同帝国の宇宙空母に搭載され運用される。正式名称は、ドメル式DMF-3型高速戦闘機。通称は、ガミラスファイター。機首部は横に膨れており、機体後方に主翼を配置するなど、エンテ型のような配置になっている。
パルスガンを主翼に左右4門ずつ計8門、機首部4門あわせて12門。翼下にミサイルを計8発装備。これは『宇宙戦艦ヤマト全記録集』におけるデータであるが、公式資料においても食い違いがあり、実際の設定画ではミサイル兵器の搭載は確認出来ない（決定稿とほぼ同じな、松本零士の原案デザインでは説明文通りにミサイルを装備）。
胴体に縦に配置した2輪の主脚を装備した前輪式。双発の単座機で、機体はガミラス標準色の緑。本来鋭角的なデザインだが（特に側面からみたスタイルはかなり直線的）、劇中では設定通りに作画されていない。また、第22話では作画ミスにより、DMB-87と同じ紫色に着色されているシーンがある。
第1作『宇宙戦艦ヤマト』第21話から第22話にて、ドメル艦隊所属の第1空母艦載機として登場。七色星団における決戦において、ヤマトからブラックタイガー隊を引き離す囮の任を果たした。
同時期に登場した三種のドメル式艦載機の中で唯一、以後の続編には登場しなかった。

ガルマン・ガミラス帝国になってからは、後継の艦上戦闘機として双胴戦闘機が運用されており、本機のデザインの流れを汲んだゼーアドラーIIIが登場している。

#### 空間艦上戦闘機DWG109 デバッケ
空間艦上戦闘機DWG109 デバッケは、『宇宙戦艦ヤマト2199』『宇宙戦艦ヤマト2202 愛の戦士たち』『宇宙戦艦ヤマト2205 新たなる旅立ち』に登場する、DMF-3をリメイクした架空の機体。デザイン担当は出渕裕、細部のディテールは石津泰志。
機体後部にあった主翼がデルタ翼に変更されており、翼下に空対空ミサイル4発を懸架している。カラーリングは緑色で、隊長機は全体的に色が薄く、垂直尾翼が白色、垂直尾翼と両翼の一部がオレンジ色のカラーリングになっている。
設定画では「デルス・ヴァルガー DW19《デバッケ》」と書かれている。
後述のツヴァルケと異なり、艦載機としての運用を前提とした設計となっている。そのため、機体は狭い艦内での運用を容易にすべく、翼長を極力短く抑えた設計となっている。主任務は敵戦闘機との格闘戦であるが、味方爆撃機や雷撃機の護衛任務も行うことができる。
『2199』での初登場は第3話以降のOPアニメであり、1機だけ登場してコスモゼロに撃墜される。長らくOPのみの登場で本編での登場はなかったが、第19話と第20話においてガイペロン級多層式航宙母艦「バルグレイ」の艦載機として登場し、七色星団海戦に参加する。ヤマト航空隊をヤマトから引き離すべく、単艦で別行動をとるバルグレイから発艦し、ヤマト航空隊と交戦する。戦闘の最中、母艦であるバルグレイが撃沈されてしまい、その後のデバッケ隊の動向は不明。

『2202』ではノイ・バルグレイをはじめとする航宙戦闘母艦CCCの搭載機として、赤い塗装を施された機体が登場。第24話で他の搭載機とともに発艦している。『2205』では第6話にて小さく映る格好で数カットのみ登場。

### DMB-87
DMB-87は、『宇宙戦艦ヤマト』『宇宙戦艦ヤマト2』『宇宙戦艦ヤマト 新たなる旅立ち』に登場する架空の爆撃機。デザイン担当は松本零士（ラフ稿）、加藤直之（四面図）。
ガミラス帝国で使用されている主力艦上爆撃機である。主に同帝国の宇宙空母に搭載され運用される。正式名称は、ドメル式DMB-87型急降下爆撃機。直線的なデザインで、特徴のある中翼配置の逆ガルウィングに固定脚を装備した前輪式。双発エンジンで、垂直尾翼2枚を斜めに配した無尾翼機。大量の爆弾を搭載でき、主翼下に大型1発ずつ計2発と中型5発ずつ計10発の合計12発、胴体爆弾倉に中型6発合わせて18発搭載できる。また、機首にある2つの出っ張りはランチャーとなっており、小型の対艦ミサイルを8発ずつ、計16発を搭載。また、自衛用として後部機銃座にパルスレーザー砲2門装備している。『宇宙戦艦ヤマト2』では多くのシーンで、爆弾がミサイルのように噴射しながら目標に到達するという描写がされていた。
第一作『宇宙戦艦ヤマト』の第2空母艦載機として初登場後、『宇宙戦艦ヤマト2』、『新たなる旅立ち』にまで登場した息の長い機種である。三段空母のみならず、『宇宙戦艦ヤマト2』では戦闘空母に、『新たなる旅立ち』ではデスラー戦闘空母にも艦載されている。
本機のカラーリングについては『宇宙戦艦ヤマト』・『宇宙戦艦ヤマト2』では紫色で、機首部とランチャー内部が赤色である。『新たなる旅立ち』に登場した機体は緑色を基調とし、機首部を黄色に塗られていた。
『宇宙戦艦ヤマト』第21話から第22話で、第2空母艦載機として初登場。七色星団での決戦で艦載機攻撃第二波として、ドメラーズ2世の瞬間物質移送機によってヤマトの上空にワープアウトされ、猛攻撃を仕掛けてレーダーなどを破壊する戦果を挙げる。
『宇宙戦艦ヤマト2』第11話にて、バンデベル将軍座乗の戦闘空母の艦載機として登場。バンデベルの策により、宇宙にばら撒かれた金属腐食性バクテリアによって重力発生装置を破壊されて迎撃態勢を取れないヤマトに対して、爆撃を加える。第23話では、デスラー戦法によってヤマトを奇襲し、パルスレーザー砲塔などを破壊している。
『新たなる旅立ち』では、三段空母より発進したDMB-87が、暗黒星団帝国の自動惑星ゴルバの戦闘ヘリとドッグファイトを繰り広げる。その後はゴルバの上部ミサイル砲によって一掃され、母艦である三段空母も撃沈された。なお、デスラー戦闘空母にも艦載されているが、暗黒星団帝国第一艦隊からダメージを受けた時の艦内部の描写のみで、出撃シーンはなかった。

ガルマン・ガミラス帝国になってからは、後継の艦上爆撃機として重爆機が運用されている。

#### 空間艦上攻撃機DMB87 スヌーカ
空間艦上攻撃機DMB87 スヌーカは、『宇宙戦艦ヤマト2199』『宇宙戦艦ヤマト2199 星巡る方舟』『宇宙戦艦ヤマト2202 愛の戦士たち』『宇宙戦艦ヤマト2205 新たなる旅立ち』に登場する、DMB-87をリメイクした架空の機体。デザイン担当は出渕裕、細部のディテールは石津泰志。
基本形状に変化はないが、機首下部にスツーカに似た構造物が追加されている。カラーリングは薄紫と濃紫の迷彩塗装であり、隊長機は薄紫のみの塗装で機首が白色、垂直尾翼が濃紫で一部白色になっている。また、緑色（国防色）塗装の本土防衛機も存在する。
設定画では「スツークボルネガー SBG-87《スヌーカ》」と書かれている。
元々は大気圏内用の急降下爆撃機だったものを、航宙母艦で運用できるように改造した機体とされている。急降下爆撃時にスツーカをモチーフにしたサイレンのような音が鳴るのが特徴。重戦闘機や宙雷艇の台頭により、艦上攻撃機としての活躍の場は辺境宙域へと移っていったが、防空機としてはいまだに本星防衛の主力となっている。
主な武装として翼下に航宙爆弾6発と空対艦ミサイル2発を搭載しているが、いずれも投下後は推進器が発動して、ミサイルやロケットのように目標へ突進する。
『2199』では、第19話と第21話でガイペロン級多層式航宙母艦「ランベア」の艦載機として登場し、七色星団海戦に参加する。ランベアを発艦して後、ドメラーズの物質転送機でヤマト直上にワープして奇襲をかける。ヤマトの対空砲火と山本のコスモゼロによる反撃によりいくらか撃墜されるものの、ヤマトのレーダーを破壊するという役目は果たし、母艦へ帰還する。登場するドメル機動部隊の艦載機の中では唯一全滅せずに帰還するが、その後ランベアとともに沈没する。なお、ランベア沈没時に艦が傾いた際、最上段の第1甲板に繋留されていた機体が甲板から滑り落ちるという描写がされている。
第23話のガミラス本星戦では緑色塗装の本土防衛機が登場し、メルダのツヴァルケやヤマト航空隊と交戦する。この時、翼下に爆弾とミサイルを懸架していない状態だった。
『星巡る方舟』では、序盤のランベア内にシルエットのみがわずかに確認できる。『2202』では、第3話で古代とキーマンが地球の立ち入り禁止区域に入るシーンで、画面手前に駐機されている。両作品とも登場シーンはそれだけで、目立った出番はない。

『2205』では、冒頭のガルマン星奪取作戦から登場、デウスーラⅢ世より発艦してボラ―艦隊を攻撃する。さらに第6話では地球の戦闘機と協力してデザリアム艦隊と交戦する。

### DMT-97
DMT-97は、『宇宙戦艦ヤマト』『宇宙戦艦ヤマト2』『宇宙戦艦ヤマトIII』に登場する架空の攻撃機。デザイン担当は松本零士（ラフ稿）、加藤直之（四面図）。魚雷単体の設定デザインは松崎健一。
ガミラス帝国で使用されている主力艦上攻撃機である。主に同帝国の宇宙空母に搭載され運用される。正式名称は、ドメル式DMT-97型雷撃機。DMB-87と同じように無尾翼機で、高翼配置の逆ガルウィングに主脚を備える点は似ているが、逆ガルウィングの角度もは本機種の方がきつく、主翼の車輪は固定脚でなく引き込み式である。胴体にも主脚を装備しており、それぞれ4輪ボギー式の前輪式。単発機であり、垂直尾翼は1枚。コックピットは並列複座式。ただしキャノピーそのものは縦長であり、後ろにも座席があるとすれば、乗員は少なくとも4名。キャノピーの大きさから察するに上記のDMF-3とDMB-87よりも大型機である。『宇宙戦艦ヤマト』第21話で、DMF-3とDMB-87が三段空母に通常着陸する中、本機種のみが垂直着陸しており、離陸する時は通常離陸だったため、本機はVTOL機かSTOVL機となっている。
魚雷を包み込むようなボディをしており、宇宙魚雷2本を縦列に搭載する。自衛用火器はかなり強力で、球形4連装パルス銃座を胴体下（2本の魚雷の間）と、キャノピー後部、エンジンノズルの上下に合わせて4基、計16門装備する。
『ヤマト2』と『ヤマトIII』に登場する機体は、宇宙魚雷を機体前部に1本のみ搭載し、後部は構造物で塞がれている描写となっている。また、『宇宙戦艦ヤマトIII』の一部シーンでは宇宙魚雷を自由落下させており、主翼の着陸脚収納スペースであるポッド部も、爆弾のように投下しているなど、劇中描写は設定をそれほど厳格には守っていない。
機体色は水色。『宇宙戦艦ヤマトIII』登場時は緑色である。宇宙魚雷について、『宇宙戦艦ヤマト』のものは本体が淡い水色で弾頭部は赤色、『宇宙戦艦ヤマト2』では全身赤色、『宇宙戦艦ヤマトIII』においては本体が後のガルマン・ガミラス標準色となる濃緑に弾頭部は黒色である。
第1作『宇宙戦艦ヤマト』第21話から第22話で、第3空母艦載機として初登場。七色星団での決戦で艦載機攻撃第三波として、ドメラーズ2世の瞬間物質移送機によってヤマトの上空にワープアウトされ、猛攻撃を仕掛けて第一砲塔などを破壊する戦果を挙げる。
『ヤマト2』では第23話に登場し、ヤマトの艦載機発進口を破壊してコスモタイガーIIを出撃不能にした。
『ヤマトIII』では第16話のデスラーの回想シーンにのみ登場し、ガルマン星を占領しているボラー連邦軍に対して地上攻撃を行っている。

ガルマン・ガミラス帝国になってからは、後継の艦上攻撃機として雷撃機が運用されている。

#### 空間雷撃機FWG97 ドルシーラ
空間雷撃機FWG97 ドルシーラは、『宇宙戦艦ヤマト2199』『宇宙戦艦ヤマト2202 愛の戦士たち』『宇宙戦艦ヤマト2205 新たなる旅立ち』に登場する、DMT-97をリメイクした架空の機体。デザイン担当は山根公利。
キャノピーが2つになっている。武装は魚雷が大型化した分1発に減っており、キャノピー後方に4連装の機銃を1基、エンジンノズルの上下に連装機銃を1基ずつ装備している。機体下部の機銃はなくなっている。カラーリングは青色で、隊長機はキャノピーの周囲がシルバーグレー、垂直尾翼がカーマインに塗装されている。
魚雷を抱え込むような機体形状のため、主推進器は主翼の付け根にあり、機尾にある一見主推進機に見える円形のノズルは補助推進機である。
元は通常の艦載機に搭載できない大型の「Fi.97型魚雷」の専用機として設計された大型機であり、高い打撃力を誇っていたが、その後の対艦ミサイルの高性能化などの流れの中で旧式化していき、現在では一線を退き主に辺境宙域に配備されていた。
通常の航宙機の倍近くの全長を持つ大型機だが、機体容積の大半を魚雷が占めているため、FS型宙雷艇のように次元跳躍能力を持つ機関は搭載していない。そのため、機動性に関しては劣悪であり、本来は直衛戦闘機の存在が必要不可欠な機体である。
『2199』では第19話と第20話でガイペロン級多層式航宙母艦「シュデルグ」の艦載機として登場し、七色星団海戦に参加する。特殊削岩弾によるヤマト爆破が失敗する可能性を考慮して、ドメラーズの物質転送機でヤマト近傍にワープしてヤマトを攻撃し、多大な損傷を負わせるものの、古代と山本のコスモゼロ、バルグレイとデバッケ隊を全滅させ帰還して来たヤマト航空隊の攻撃を受け、全滅する。
『2202』ではノイ・バルグレイをはじめとする航宙戦闘母艦CCCの搭載機として、赤い塗装を施された機体が登場。第21話ではメダルーサ級殲滅型重戦艦を撃沈する活躍を見せている。

『2205』では冒頭のガルマン星奪取作戦から登場、デウスーラⅢ世の物質転送システムを用いて、ボラ―艦隊を急襲する。

### 重爆撃機
重爆撃機は、『宇宙戦艦ヤマト』に登場する架空の爆撃機。デザイン担当は宮武一貴。ドリルミサイルは、松本零士がラフ稿、松崎健一と加藤直之が細部の設定を行っている。
ガミラス帝国の大型爆撃機で、七色星団の決戦に際してドメルが特別に開発した機体であり、戦闘空母に搭載された。
大型のエンジンを翼の付け根と胴体側面の間に1発ずつ、翼の先端に1基ずつ、計4発備えている。主翼は厚さがかなり薄いうえ、アスペクト比が大きく、戦闘空母の甲板からはみ出るほどで、母艦の艦内に格納出来ないその大きさは艦上機の域を超えている。
主翼下には増槽と思しきものが左右1つずつある。尾翼はV字型で、上下2枚ずつ角度の違うものが計4枚配置される。ヤマトの波動砲を封じる特殊兵器、ドリルミサイルを搭載する関係上、胴体下部に着陸脚は無く、主翼下に引き込み式の2軸ボギーを2つ縦列した主脚と、機体後部のポットに2軸ボギーを設置した尾輪式となっている。コックピットは単座式で、操縦士は爆撃手も兼ねる。
劇中では、21話から22話のみに登場した。21話で戦闘空母が宇宙空間から現れ、ガミラス本星へ着陸してから、基地に駐留、七色星団への出撃、22話でヤマトを攻撃する直前まで、一貫して甲板上に露天繋止されていた。22話で戦闘空母隊長であるハイデルン自らが乗り込み、搭載しているドリルミサイルをヤマトの波動砲口に撃ち込むことに成功。戦闘空母に帰還するが、その後は戦闘空母の甲板に重爆撃機の姿が見当たらず、どこへ行ったのかは不明である。

#### 空間重爆撃機DBG88 ガルント
空間重爆撃機DBG88 ガルントは、『宇宙戦艦ヤマト2199』『宇宙戦艦ヤマト2199 星巡る方舟』に登場する、重爆撃機をリメイクした架空の機体。デザイン担当は山根公利。
基本形状に変化はないが、主翼の先端にある推進機が平たくなっている。機長はヴァンス・バーレン。
元は民間の惑星開発用である特殊削岩弾の専用輸送機だったものを、削岩弾ごと軍に徴用され航宙戦闘工兵師団により戦線後方で運用された機体。そのため爆撃機能は持たないが、航宙戦闘工兵師団に編入される際の師団長の強い願望によって分類上は「重爆撃機」扱いになっている。重爆として運用されたのは七色星団海戦が初。
旧作と同様、翼幅が母艦の全幅を越えるほど大型の機体。元が空母での運用を前提としていない民間機という都合もあり、運用できる母艦は限られており、ポルメリア級やガイペロン級では形状的に運用できず、ゲルバデス級のような広く開放的な全通甲板を持つ艦に露天繋止する形でなければ運用できない。
第19話と第20話において、ゲルバデス級航宙戦闘母艦「ダロルド」に搭載され、ヤマトの波動砲口に削岩弾を命中させる。しかし、機動性の低さと護衛機の不在が仇となり、帰還途中で山本のコスモゼロに攻撃され、損傷した状態でイオン乱流の中へ墜落する。
その後、『星巡る方舟』において、同様にイオン乱流に沈んだランベアに回収され、ヴァンス・バーレン以下搭乗員たちも生還していたことが判明。しかし、ランベアの慣性制御がダウンした際に機体は宇宙空間に投げ出されて失われる。なお、バーレンや搭乗員たちは本機に愛着があり、本機との「別れ」に際しては涙する者もいた。

『2202』では、航宙戦闘母艦CCCの搭載機として「ガルントII」という機体が登場する。兵装を含めデザイン自体はガルントの流用。波動掘削弾を装備しており、第24話で都市帝国に撃ち込んでいる。

### 高速空母艦載機
高速空母艦載機は、『宇宙戦艦ヤマト』に登場する架空の航空機。デザイン担当は松本零士。
ガミラス帝国で使用されている艦上機である。同帝国の高速空母に搭載され運用される。高速宇宙空母搭載艇とも呼ばれる。公式資料集および設定画における呼称は高速空母艦載機で、戦闘機か攻撃機かの明言もない。劇中では高速艇とも呼ばれている。
三日月形の全翼機で単座キャノピーを2つ並列させた大型の複座戦闘攻撃機である。1名が操縦士、もう1名が爆撃照準士である。翼長約20m。機首にレーダーと思われる部分が見られる。機体の色は紫。機首部にレーザー砲2門を装備し、片翼の下にミサイル、または宇宙魚雷を3発ずつ、計6発を搭載できる。
第2話の九州坊ケ崎沖の地球基地（建造中のヤマト）を爆撃したように主に攻撃機としての面が強く、第4話でブラックタイガー隊に全機が撃墜されていたことから、空戦能力はあまり高くないようである。
また、本作第5話のガミラス浮遊大陸基地に配備されていた偵察機は、本機を単座に変更した機体である。

#### 戦闘攻撃機DWG229 メランカ
戦闘攻撃機DWG229 メランカは、『宇宙戦艦ヤマト2199』において高速空母艦載機をリメイクした架空の機体。デザイン担当は石津泰志。
外形が単座キャノピーを2つ並列させた複座型から、旧作に登場した偵察機のような単座型へ変更された。また、塗装も紫単色から、黄緑と深緑の迷彩色へ変更されているほか、機首下面にデストリア級のような「目玉」状の発光部が存在する。寸法も新たに機体長7.7メートル、全幅19.4メートルと設定された。
翼幅が極端に広いため、ガイペロン級での発・着艦は不可能であり、ポルメリア級強襲航宙母艦が専用母艦となっている。
第2話で、発進間際だったヤマトをミサイルで爆撃するが、ヤマトの三式融合弾で母艦のポルメリア級を撃破され、最終的にコスモファルコンの防空隊に撃墜される。
第15話において親衛隊所属の機体が惑星オルタリアに爆撃を仕掛けた。第23話では同じく親衛隊所属機体がヤマト航空隊と交戦している。なお第15話に登場した機体は、対地攻撃が前提だったため通常の国防色（緑色）迷彩の機体だったが、第23話に登場する機体は他の親衛隊メカニックと同様「高貴な青」塗装となっている。

このほか、第18話のバラン星における観艦式において編隊を組んで飛行しているシーンがある。

### 偵察機（仮称）
偵察機は、『宇宙戦艦ヤマト』に登場する架空の航空機。
「仮称」となっているのは、公式における制式名称が不明なためであり、本項目では劇中で呼ばれていたこの名称を、便宜上呼ぶこととする。
ガミラス帝国で使用されている航空機である。高速空母艦載機のデザインを単座に改訂したもの。元デザインと同じく、青系統のグレーを基調とする。
『宇宙戦艦ヤマト』第5話にのみ登場。木星浮遊大陸基地に配備されており、宇宙戦闘班が使用する。浮遊大陸に不時着したヤマトを単機で偵察しに行くが、古代進が乗るコスモゼロの迎撃に遭い、機銃を浴びせてこれを撃墜したかに思われた。だが、体制を持ち直したコスモゼロの不意打ちされて右翼を破壊され、浮遊大陸の絶壁付近に不時着するも、バランスを崩して木星へ落下していった。

### 高速偵察機
高速偵察機は、『宇宙戦艦ヤマト』に登場する架空の航空機。デザイン担当は加藤直之。
ガミラス帝国で使用されている艦上偵察機である。同帝国の宇宙空母に搭載され運用される。ガミラス艦のような「角」があるデザインにアスペクト比が大きい後退翼が特徴。正六角形の主推進ノズルを2つ持つ。機首先端と底面が黒、空気取り入れ機構を黄緑、背面を白に塗装している。
第一作『宇宙戦艦ヤマト』第1話に高速空母搭載の偵察機として登場。残骸に偽装しているヤマトを偵察し、追尾してきた古代と島の乗った100式探索艇を高速で振り切り、古代達に地球側との科学技術の差を見せ付ける形となった。100式探索艇のレーダーから察するに、かなりの高速性能を持っている。

#### 偵察機FG156 スマルヒ
偵察機FG156 スマルヒは、『宇宙戦艦ヤマト2199』において偵察機をリメイクした架空の機体。デザイン担当は石津泰志。
基本的なシルエットは旧作の物に類似しているが、6発の無尾翼機となっており、機首下面に「目」型の発光部が存在する。機体長12.5メートル、全幅27.1メートル、全長15.8メートル。また、主翼付け根上面には機銃らしき物がある。キャノピーは無く、補助翼や姿勢制御ノズルの類も無い。
小型の宇宙艇に匹敵するほどの高出力を持つ主機関と、翼端に装備した重力バランサーによる機体制御により、他の航宙機を圧倒する機動性を有している。
第1話で、建造中のヤマトの偵察するために地球へ襲来し、迎撃しに来た古代と島が乗るコスモゼロを振り切って離脱した。その後、ヤマトが太陽系内にいる間、ヤマトを監視し、冥王星基地へ状況を随時報告している。

七色星団海戦ではドメル機動部隊に所属する偵察機13号がヤマトを捕捉し、本隊へその座標を送っていた。海戦後の消息は不明。小説版では第三次攻撃隊と同時に撃墜されており、ヤマトの状況が伝わらなくなった機動部隊本隊が、戦果確認のため前進することになる。

### ガミラス戦闘機
ガミラス戦闘機は、『宇宙戦艦ヤマト』に登場する架空の航空機。デザイン担当は加藤直之。
ガミラス帝国で使用されている戦闘機である。汎用機であり、配備地域も広い。単に戦闘機と紹介されることもある。劇中では戦闘艇とも言われていた。ガミラス艦のように機首先端に角を持ったデザインが特徴。小型エンジンを2段3基ずつ並べた単座6発機。双尾翼の無尾翼デルタ翼形式となっており、主翼中間部に兵器ポッドを備える。ポッド前部に片側2基、計4門のミサイル発射菅があり、内部には爆雷を合計16個搭載でき、ポッド後部から爆雷を投下する。任務によって爆雷とミサイルを使い分ける。機体色は緑。
登場は第一作『宇宙戦艦ヤマト』のみで、第8話では冥王星基地に配備され、海中に潜るヤマトに爆雷を見舞った。第13話では、宇宙空間にて、本機による編隊がブラックタイガー隊と戦闘を繰り広げ、損傷した1機を古代と加藤によって拿捕される。その後、ヤマト艦内でパイロット共々研究され、宇宙へ解放された。

ガルマン・ガミラス帝国になってからは、本機の後継機としてゼーアドラーIIIが運用されている。

#### 空間駆逐戦闘機DDG110 ゼードラーII
空間駆逐戦闘機DDG110 ゼードラーIIは、『宇宙戦艦ヤマト2199』においてガミラス戦闘機をリメイクした架空の機体。デザイン担当は出渕裕。
SR-71に似た単座無尾翼の三胴機となっており、エンジンは中央胴体に6基、左右の胴体に2基ずつの10発機になっている。全長は17.2メートルで、機首と左右の兵装ポッドに武装を有する。
長い航続距離と高い攻撃力を備えた重戦闘機で、本土防衛や前線基地の防空を担っている。しかし、上記の通り重装備のため、格闘性能は低い。
冥王星基地に配備されている。普段は地下格納庫に収納されており、発進する際はエレベータで地上の滑走路へ移動する。メ2号作戦において、環境プラントへ接近したコスモファルコンを迎撃するも、全機撃墜された模様。
バラン星観艦式において、メランカとともに編隊飛行をしている機体が複数登場するほか、待機状態の機体が片翼のみ映っている。

ガミラス本星戦では、本土防衛の機体がメルダのツヴァルケやヤマト航空隊と交戦した。

### 空間格闘戦闘機DWG262 ツヴァルケ
空間格闘戦闘機DWG262 ツヴァルケは、『宇宙戦艦ヤマト2199』『宇宙戦艦ヤマト2199 星巡る方舟』『宇宙戦艦ヤマト2202 愛の戦士たち』『宇宙戦艦ヤマト2205 新たなる旅立ち』に登場する架空の戦闘機。デザイン担当は石津泰志。
デザインイメージは第二次世界大戦末期のドイツ空軍のジェット戦闘機『メッサーシュミットMe262 シュヴァルベ』を基にしている。機動性の高いガミラス帝国軍の主力戦闘機、各方面軍航空団のみならず、航宙艦艇の艦載機としても運用されている。全長15.58m、全幅7.5m。
双発単座の後退翼機で、機首に小型のカナードとレーダーと思しきアンテナを有する。ガミラス軍兵器に特有の発光部は機首下部に位置する。主翼の付け根が胴体の中央部に位置しており、主翼にはゼードラーIIと同様に兵装ポッドを備えている。武装は、主翼に13ミリ機関銃を6門、機首および兵装ポッドに30ミリ機関砲を各2門ずつ、さらに、空対空ミサイルを左右兵装ポッドに3発ずつ装備しており、ゼードラーIIにも劣らない重装備だが、格闘性能は高い。
劇中では一般機とメルダ機の2種類が登場しており、一般機が緑の迷彩塗装であるのに対し、メルダ機はほぼ全体を赤く塗装されている。この赤はメルダ・ディッツのパーソナルカラーである。
機種としては比較的古いらしく、『2199』第17話においてかなり前に放棄されたと推測された亜空間ゲートのシステム衛星内に数機放置されていた。この機体はヤマトに回収され、ゲートコントロールシステムの簡易タイプを搭載した強行偵察機、コールサイン「ソードスリー」として運用された後、メルダに譲渡されることとなり、彼女の希望で赤く塗装された。
『星巡る方舟』においてもミランガルとニルバレスの艦載機として登場し、ヤマト航空隊と共同でガトランティスの機動部隊と交戦する。
『2202』では、クラウス・キーマンの乗機として、「大使館仕様」とされる白基調に紫色の紋様が描かれたカラーリングの機体が登場する。テレザート星で一度喪失するが、第24話で同型機が新たに登場する。

『2205』では、メルダが、イスカンダル星の海上に退避していたガミラス移民船団をデザリアム軍から防護するために、唯一のガミラス戦力として単機出撃、多数の襲撃戦闘機カタピラスと交戦する。

### 月面防御用ドローン
月面防御用ドローンは、『宇宙戦艦ヤマト2202 愛の戦士たち』に登場する架空の戦闘機。
月面にあるガミラス大使館の領空を防衛する機体で、自律機動システムを内蔵する無人機である。
全長2.64メートル・全幅6メートルのブーメラン状の全翼機という機体構造をしている。機首左右にアンテナ、さらにその少し外側に計12門の小口径ビーム砲を備える。
第2話で月面への潜入を試みる古代の100式空偵に攻撃を加える。第24話ではツヴァルケの下面に搭載されているが、この時は演出の都合からサイズを設定より大幅に縮められている。

### ゲール艇
ゲール艇は、『宇宙戦艦ヤマト』に登場する架空の航空機。デザイン担当は加藤直之。
ガミラス帝国で使用されている航空機である。地球型の戦闘機に似たデザインの複座機。全長約20メートル。水平翼がない替わりに、補助ノズルが機体前部に3基ずつ、側面に2基ずつ計10基あることが確認できる。垂直尾翼を機体後部に上下対称に1枚ずつ付ける。胴体そのものが揚力を生み出すリフティングボディ機であり、さらに機体各部に高機動バーニアを持ち運動性能がよい。
第一作『宇宙戦艦ヤマト』のみ登場し、17話でゲールがバラノドン特攻隊を指揮するために搭乗していた。ゲールが乗る後部座席（前部座席の背もたれ部分）にはイメージ投影機（外部モニター）がついており、専用のヘルメットと連動することでバラノドンをゲールのイメージした隊形にさせる。ゲール艇という名前だが多数配備されており、20話ではバラン星を偵察に来た古代と加藤を編隊で迎撃している。なお、同話では作画ミスにより、ドメラーズ3世の周囲にガミラス艦ではなく、本機が描かれてしまっている。

### 円盤型パトロール艇
円盤型パトロール艇（えんばんがたパトロールてい）は、『宇宙戦艦ヤマト』に登場する架空の宇宙艇。デザイン担当は宮武一貴。
ガミラス太陽系方面軍冥王星基地所属の小型宇宙船である。中央上部に展望司令室と呼ばれる操縦室がある。武装は施されていない。
分類はパトロール艇だが、上陸用舟艇としての機能も持ち合わせている。下部には揚陸用の扉が4つあり、ガミラスの宇宙重戦車なら、最大4台まで積載可能。なお、揚陸扉は下開き式であり、開けばそのまま揚陸用スロープとなる。
劇中では、パトロール艇104号ヤレタラ艇として登場。土星の衛星タイタンに立ち寄ったヤマトの目的を探るため、単独で偵察に向かう。

### デスラー艦内火艇
デスラー艦内火艇は、『宇宙戦艦ヤマト2』に登場する架空の宇宙艇。デザイン担当は板橋克己、石黒昇。
ガミラス帝国で使用されている宇宙艇であり、デスラー艦に搭載されていた艦載内火艇である。設定画に記載されている名称はデスラーの脱出艇。そのため、資料集などではデスラー脱出艇の名称で紹介される。『宇宙戦艦ヤマト2』24話のみに登場。外観はかなり平たい。デスラー総統とタラン将軍が大破したデスラー艦を脱出するために使用した。
本艇には2種類の設定画が存在し（板橋画と石黒画）、資料によってどちらが決定稿かの記述が異なる。『エンターテイメントバイブル22 宇宙戦艦ヤマト メカニック大図鑑1』では板橋画、『ロマンアルバムエクセレント54 宇宙戦艦ヤマトPERFECT MANUAL2』p. 169では石黒画が決定稿として掲載されている。劇中に登場したのは石黒画の方に近い。

### FS型宙雷艇
FS型宙雷艇は、『宇宙戦艦ヤマト2199』に登場する架空の宇宙艇。デザイン担当は石津泰志。
次元跳躍能力を持つガミラス艦艇の中では最も小型。
機動部隊に随伴し重攻撃機並みの機動力を生かし、護衛、通常破壊、警備任務等を行う小型戦闘艇。後部噴射口に空間航跡減衰装置を搭載し、隠密行動が可能。
ドルシーラよりも大型だが、主機関の高出力のため機動性は戦闘機並みに高い。
基本設計の優秀さから、艇体下面に砲塔を増設した重武装型、魚雷発射管を除去して陽電子ビーム砲を搭載した陽電子砲艇、魚雷搭載数を削減して人員輸送用の空間（空間機甲猟兵一個分隊・約6名分）を確保した強襲特務型のほか、航宙機雷敷設型、掃宙艇など、さまざま派生型が生産されている。
バラン星宙域において巡回パトロールを行っていた3隻が、逃走する篠原のソードスリーを追撃し、右側の兵装ポッドを破壊したが、後一歩のところで取り逃がした。
七色星団海戦では、強襲特務型が第442特務小隊を搭乗させ、次元潜航艦 UX-01の後部甲板に乗せられた状態でヤマトに接近。その後、ヤマトのレーダーが破壊されたのを見計らって発進し、隠密性の高さを活かしてヤマトに接舷した。

ガミラス本星戦後、ミーゼラ・セレステラが逃走のために使用。エンジントラブルを起こして航行不能に陥っていたところをヤマトに救助される。その後ヤマト艦体に縛り付けられ修理されていたが、バラン星の亜空間ゲート突入直前、ゲール艦隊の攻撃を受け爆発した。

### 汎用垂直離着陸艇SDG61-L
汎用垂直離着陸艇SDG61-Lは、『宇宙戦艦ヤマト2199』『宇宙戦艦ヤマト2199 星巡る方舟』『宇宙戦艦ヤマト2202 愛の戦士たち』『宇宙戦艦ヤマト2205 新たなる旅立ち』に登場する架空の飛行艇。デザイン担当は平尾朋之。
コンテナの換装で、偵察、輸送などに使用される汎用VTOL機。ガミラス艦艇同士の連絡用の内火艇としても使用されている。
『2199』の時点では護送艇という名称で、親衛隊が第12話や第19話で人員輸送用コンテナを装備した艇で反政府分子を護送するのに使用したり、第15話で逃亡した反乱分子を捜索するのに使用している。
『星巡る方舟』において正式な型式名称が設定され、3DCGモデルが新たに作成された。

## 白色彗星帝国

### イーターII
イーターIIは、『さらば宇宙戦艦ヤマト 愛の戦士たち』および『宇宙戦艦ヤマト2』に登場する架空の戦闘機。デザイン担当は松本零士（ラフ稿）、宮武一貴。
白色彗星帝国で使用されている主力艦上戦闘機である。主に同帝国の宇宙空母に搭載され運用される。円盤状の胴体に、機首と尾翼を取り付けたスタイルをしており、主翼を持たない。武装は機首に30mmフェーザー機関砲を6門、胴体前縁部に12.7mm光体機関砲を左右合計16門装備。ミサイル兵装の類は無く、対艦・対地攻撃には不向きである。乗員数は1名だが、座席の後ろには若干のスペースがあり、1名程ならば、立ち状態で同乗することが出来る。
後述のデスバテーターと並んで彗星帝国の主力艦上機の一種であるが、劇中での出番はごくわずかであり、あまり見せ場は無い。特に戦闘機らしい空中戦の描写は皆無である。なお、TV版『ヤマト2』で、彗星帝国に幽閉されたデスラーが、タランと共に帝国から脱出した際に使用されたのも本機である。
カラーリングは、劇場版『さらば宇宙戦艦ヤマト』においては全面白一色の単色塗り、TV版『ヤマト2』においては胴体部分が白と緑の二色塗りだった。
松本零士の漫画版では、白色彗星帝国側の戦力として最初に登場し、戦闘機であるにもかかわらず地球連邦の艦艇を攻撃し、撃沈している。
プレイステーション用ゲームソフト『さらば宇宙戦艦ヤマト 愛の戦士たち』ではイーターII迎撃戦闘機という名称で登場。さらに上位機種としてエースイーターII迎撃戦闘機という、エースパイロット専用機が登場する。機首にあるカナード翼が機体後部にまで伸び、黄色に塗装されている。

『宇宙戦艦ヤマト2202 愛の戦士たち』では未登場（というよりデスバテーター以外は一切出ない）。代わりにイーターIという小型艦が登場するが、名前が使われただけで本機との関係は全く無い。

### デスバテーター
デスバテーターは 、『さらば宇宙戦艦ヤマト 愛の戦士たち』および『宇宙戦艦ヤマト2』に登場する架空の攻撃機。デザイン担当は松本零士（ラフ稿）、宮武一貴。
白色彗星帝国で使用されている主力艦上攻撃機である。主に同帝国の宇宙空母に艦載されているが、ミサイル艦にも艦載されている。イーターIIと同様に主翼を持たず、カブトガニを模したデザインとなっている。搭乗員は、コックピット内に主操縦士、副操縦兼通信士、爆撃航法士の3名、さらに胴体内に攻撃操作担当の2名を必要とする。操縦桿は実在の自動車のハンドルに酷似した円形である。40メートルを超える機体のため、内部はかなり広い。機体底部にある蛇腹式のシャッターから機体内に出入りするが、ここはミサイル発射口にもなっている。機体下部に2基、後部左右にそれぞれ1基ずつ噴射口を持つ4発機である。
固定武装は上面に設置された1基の回転速射砲塔（ただし、本編未使用）と、胴体前縁部のパルスレーザー砲がある。その他に機体下部左右に4発ずつ計8発搭載する大型ミサイルや、マジックハンドで外部に放つ機体内ミサイルなど、豊富な対艦対地攻撃能力を持つが、空中戦には向いていない。外部の8発の大型ミサイルは一斉射のみだが、機体内ミサイルは内部で再装填可能であり、ある程度なら連射が利く。劇中ではほぼミサイルのみで戦っており、設定されている他の武装が使われる場面はほとんど見られない。
彗星帝国の航空機としては見せ場が多く、『さらば』冒頭の惑星侵略シーンや、『2』第1話における外周第3艦隊襲撃など、どちらも序盤において存在感を見せている。また、『2』ではメーザーの乗機として用いられており、味方に帰投を拒否された結果、ヤマトに特攻して爆散している。松本零士の漫画版においては非常に強固な装甲を持っており、事故でヤマトの艦首に突き刺さった本機を切り離す際、本機を分解しようとしたが果たせず、ヤマトの方が装甲板の切断を余儀なくされた。

設定画に記載されている表記では「デスバ」と「テーター」の間を「・」で区切っている。PSゲーム版ではデバステーターという名称が用いられている。なお、映画版公開当初のチラシにはデスバーテーターとの表記も見られた。

#### 甲殻攻撃機 デスバテーター
『宇宙戦艦ヤマト2199』『宇宙戦艦ヤマト2199 星巡る方舟』『宇宙戦艦ヤマト2202 愛の戦士たち』に登場する。デザイン担当は石津泰志。
『2199』では、第10話・第11話にゲストとして登場。次元断層内に漂流しているシーンのほか、小マゼラン空域内で被弾直前のナスカ級中型宇宙空母から発艦しているシーンがある。この時点では、まだ単なる「異星攻撃機」としての登場である。ゲストゆえに設定画の類はなく、旧作の映像をもとに原画が描かれている。機体全長も特に設定されていないが、劇中でのナスカ級との対比から少なくとも30メートル以下と、『さらば』『ヤマト2』時より小型化している。なお、本作総監督の出渕はスタッフから本機の全長設定を求められた際、「昔と同じでいい」と返答したが、「調べたらあまりの大きさに驚いた」と述べている。
『星巡る方舟』では、本格的に設定とデザインが再構築され、名称も甲殻攻撃機 デスバテーターとされている。全長が16.2メートルとコスモゼロよりも小さい値になっている。武装面では、固定武装として8連装の速射輪胴銃塔と6門の機関銃を装備している。機体下部左右のミサイル装備は2発減って6発となっている。また、機体内ミサイルはないが、胴体下部中央に対艦用大型ミサイルを1発装備できる。

『2202』でも、『星巡る方舟』の設定を引き継いで登場する。

### 大型長距離艦上戦略偵察機
大型長距離艦上戦略偵察機は 、『さらば宇宙戦艦ヤマト 愛の戦士たち』『宇宙戦艦ヤマト2』に登場する架空の偵察機。デザイン担当は宮武一貴。
白色彗星帝国で使用されている艦上偵察機である。主に同帝国の宇宙空母に搭載され運用される。デスバ・テーターの強行偵察機型バリエーションで、全長、全幅、最大速度などの数値は同一である。全身黒に塗装されている。上部の回転速射砲塔は残されているが、機体前縁のパルスレーザー砲やミサイル搭載機構は廃されており、代わり様々な探査装置を搭載。劇中では回転速射砲塔上に大型のレドームを装備していた。なお、設定画にはこのレドームが描かれておらず、説明文に「アンテナは交換可能」との記述があることから、レドームは取り外し可能である可能性がある。機体デザインは、デスバ・テーターの没デザインから派生したものと推測されている。
『さらば』では、テレザート星に向かうヤマトを探知し、彗星帝国本部に報告した。
『ヤマト2』においては第4話で、ナスカ艦隊の破壊工作で停電した地球の様子を強行偵察する。都市上空を飛行した所を古代進に目撃され、未知なる敵の存在を確信させることになった。第19話では、地球艦隊偵察のために土星軌道に到達するも、偶然ワープアウトして来たヤマトに衝突され爆発する。この偵察機に搭乗していた艇長は、自身が乗っている機体の名前を「偵察艇ビーダス」とバルゼーに報告していた。

### T-2
T-2は、『さらば宇宙戦艦ヤマト 愛の戦士たち』に登場する架空の戦闘機。デザイン担当は宮武一貴。
白色彗星帝国で使用されている、突撃格闘兵団ヘルサーバー所属の陸上迎撃戦闘機である。テレザート星上空の守備を任務とする。惑星表面の巨大クレバス内にある飛行場に配備されている。
コックピット両脇の4門のフェーザー機関砲と、主翼前縁部の8門の光体機関砲が主武装である。胴体と左右主翼上にエンジンを持つ三発機で、加えて補助エンジンらしき物を尾翼上に備える。複座式ながらそれぞれ分割されたキャノピーや、半円形の主翼が外観上の特徴である。一撃離脱戦法を得意とする。テレザート星重力圏から宇宙空間への離脱が可能なほどの高推力を誇る。塗装は本体が黄褐色。機首は赤。
劇場版『さらば』では、テレザート星に接近したヤマトを編隊で迎撃。テレザート星上空にて、コスモタイガー隊と空中戦を展開する。その後、ヤマトのパルスレーザー砲で全滅した模様。テレビアニメ版『宇宙戦艦ヤマト2』では、ストーリーの都合上、この空中戦自体がカットされているため、本機の出番はなかった。
本機に関しても、劇場版から登場したその他の彗星帝国航空機同様、松本零士によるラフスケッチは描かれている。しかし、実際には大幅にデザイン変更されたうえで決定稿に至っており、松本デザインは採用されていない。
プレイステーション用ゲームソフト『さらば宇宙戦艦ヤマト 愛の戦士たち』では、対艦爆撃機という名称で登場し、大型ミサイル発射菅を3門備えている。バリエーションとして波動エネルギー爆弾を搭載した型もある。空母艦載機として扱われ、テレザート星での迎撃には登場しなかった。

### パラノイア
パラノイアは、『さらば宇宙戦艦ヤマト 愛の戦士たち』『宇宙戦艦ヤマト2』に登場する架空の戦闘機。デザイン担当は松本零士（ラフ稿）、宮武一貴。
白色彗星帝国で使用されている、帝都防空師団所属の迎撃戦闘機である。彗星団特別防衛隊として、都市帝国内部に配備されている。先端部に位置するコックピットは非常に狭く、パイロットは腹ばいになった状態で操縦する。同帝国所属の戦闘機の中では最速を誇り、機動性を上げるために、機体は極力コンパクトにまとめられている。武装はコックピット後方の40mmフェーザー砲と両翼端の20mm光体機関砲。空戦に特化しており、対艦・対地攻撃能力は持たない。
劇中では、『さらば』『ヤマト2』どちらも都市帝国攻防戦に登場。内部に突入してくるコスモタイガー隊を正面から迎え撃っていたが、全滅した模様。『ヤマト2』では、第18話においてサーベラーを人質にとって逃走するデスラーのエア・カーを、チューブに沿って追跡する本機の描写がある。

原案では、指揮官として、ダンマク将軍というキャラクターが考えられていたが、登場しなかった。

### ゴーランド飛行艇
ゴーランド飛行艇は、『宇宙戦艦ヤマト2』に登場する架空の航空機。デザイン担当は板橋克己。
白色彗星帝国で使用されている連絡用シャトルである。ミサイル艦搭載の艦載機であり、ゴーランドが近くの恐竜惑星で恐竜狩りを行った際に使用された。一見、デスバテーターとよく似たスタイルをしているが、こちらは直線を多用したデザインで形状はかなり異なる。劇中では惑星上との連絡船的な出番しかなかったため詳細はわからないが、武装は施されていないようである。前部のハッチから乗り降りする。降着装置はスキッド型。

### 小型艇
小型艇は、『宇宙戦艦ヤマト2』に登場する架空の宇宙艇。デザイン担当は板橋克己。
白色彗星帝国で使用されている小型の武装宇宙艇である。主に偵察・斥候に用いられる。先端部分にビーム砲1門を装備、機関部は艇下面にあり本体とは別ブロックである。単装砲台に、外付け式の動力ユニットを取り付けたような外観である。

劇中では、土星決戦の直前の第19話のみに登場。進路上にある地球防衛軍監視衛星の破壊に使用された。その際、標的の4角を小口径のビームで連射し、その中央に大口径のビームを撃って破壊するという描写がされた。

## 暗黒星団帝国

### 円盤型戦闘機
円盤型戦闘機は、『宇宙戦艦ヤマト 新たなる旅立ち』に登場する架空の戦闘機。デザイン担当は辻忠直（ラフ稿）、板橋克己。
暗黒星団帝国で使用されている艦上戦闘機である。同帝国の巨大戦艦プレアデスに搭載され運用されていた機体である。円盤状の胴体に、機首とメインノズルを取り付けたスタイルをしており、主翼を持たない。武装は中央に設置された単装パルスレーザー砲座と、機体上面にあるボディマウント式の爆弾である。パルスレーザー砲座には座席は無く、機銃員は立った状態で乗り込むことになる。同帝国の所属兵器が暗い色にオレンジでアクセントを入れるカラーリングなのに対し、本機だけは白と赤の二色塗りという全く異質なカラーリングをしている。
後述のイモ虫型戦闘機と並んで『新たなる旅立ち』における暗黒星団帝国の主力艦上機の一つである。イモ虫型戦闘機が「迎撃用」とされているのに対し、こちらは「攻撃用」とされている。
劇中ではデスラー戦闘空母を猛爆し、さらにイスカンダルの宮殿に攻撃を加えるなど徹底的な攻撃ぶりを見せている。
続編の劇場版『ヤマトよ永遠に』で、地球攻略部隊として登場予定だったといわれるが、実際には脚本にも絵コンテにも特に登場シーンはなく、公式資料集に新円盤型との比較目的で設定画が掲載されているのみ。むしろ絵コンテでは暗黒星雲内での戦闘における新イモムシ型戦闘機の登場シーンが本機になっている。

なお、本機の全長は『新たなる旅立ち』においては20メートルであるが、『ヤマトよ永遠に』時のメカニック対比表において、22メートルに変更されている。

#### 暗黒星団戦闘機
暗黒星団戦闘機は、PS2版『宇宙戦艦ヤマト イスカンダルへの追憶』に登場する架空の戦闘機。デザイン担当は宮武一貴。
円盤型戦闘機をリデザインした機体で、円盤形の機体前部上面にコックピット、後部に砲座を備えるという基本構造を踏襲している。後述の新円盤型戦闘機の要素も組み合わせられており、砲座の砲身は触手状となっている（形状としては掃討三脚戦車のものに近い）。また、胴体は完全な円盤状ではなく、左右が翼状になるように間が大きく切り取られており、上面のシルエットは円盤というより「（十）」のような感じになっている。
武装は砲座である旋回式迎撃ブラスターのほか、機首部にビーム砲、その両側にガトリング砲、両翼前部にレーザー砲を備えている。

また、続編の『宇宙戦艦ヤマト 二重銀河の崩壊』には、バリエーションの暗黒星団偵察機が登場。砲座から砲身を外したもので、耐久力と防御力をやや高めている。

### 新円盤型戦闘機
新円盤型戦闘機は、『ヤマトよ永遠に』に登場する予定だった架空の戦闘機。デザイン担当は板橋克己。
暗黒星団帝国で使用されている艦上戦闘機である。上記円盤型戦闘機の拡大発展型であり、後継機である。円盤型戦闘機の外観ラインを踏襲し、円盤状の胴体・主翼の無いデザインなど複数の共通点がある一方で、機体そのものは大型化され、全長33メートルとなっている。主武装として機体上部に装備された1門の可動式光線砲がある。この光線砲は、砲身部分が触手、もしくは昆虫の触角を思わせるほど細長く、超磁性体関節ギアの働きによって、任意の方向に自由に振り向けることが可能である。そのほか、3連装機銃座が機体上面前部に2基設置されている。カラーリングはほぼ黒一色であり、先代機とは趣きがまったく異なる。

同時期に登場した新イモ虫型戦闘機と並んで『ヤマトよ永遠に』における暗黒星団帝国の主力艦上機の1つとして設定が作られたが、劇中では登場しなかった。

### イモ虫型戦闘機
イモ虫型戦闘機は、『宇宙戦艦ヤマト 新たなる旅立ち』に登場する架空の戦闘機。デザイン担当は辻忠直（ラフ稿）、板橋克己。
暗黒星団帝国で使用されている艦上戦闘機である。同帝国の巨大戦艦プレアデスに搭載され運用されていた機体である。その名の通り、イモ虫のような円錐形で細長い外観をしており、主翼や尾翼の類を一切持たない。機体上面にある2門の大型魚雷が主武装である。また、コックピットと魚雷発射口の間に、2門の機関砲を装備する。2人乗りで、コックピットは並列複座式。
前述の円盤型戦闘機と並んで『新たなる旅立ち』における暗黒星団帝国の主力艦上機の一つである。円盤型戦闘機が「攻撃用」とされているのに対し、こちらは「迎撃用」とされている。
劇中では、マザータウンの周りの海に着水したガミラス艦隊を空襲し、大型魚雷をもって多数のガミラス艦艇を文字通り海中へ撃沈している。名称は戦闘機だが、劇中では終始対艦攻撃に徹している。
当初は本機のほかにもシャーク型戦闘機（デザイン：中村光毅）、カトンボ型戦闘機（デザイン：辻忠直）など、生物をモチーフとした複数の航空機が考案されていた。これらのデザイン画は『ロマンアルバムエクセレント54 宇宙戦艦ヤマトPERFECT MANUAL2』p. 65に掲載されている。

なお、本機は続編の劇場版『ヤマトよ永遠に』にも登場予定だったと言われる。実際、同作に際して本機の追加設定画は描かれている。しかし、脚本にも絵コンテにも特に登場シーンはない。脚本でのゴルバ戦では「イモムシ型攻撃機」が登場するが、絵コンテでは新イモムシ型（機首に触手状の砲がある）が描かれている。

#### 暗黒星団迎撃戦闘機
暗黒星団迎撃戦闘機は、PS2版『宇宙戦艦ヤマト 二重銀河の崩壊』に登場する架空の戦闘機。デザイン担当は宮武一貴。
オリジナルのデザインの基本部分は踏襲しているが、より有機的なものになっている。機体後ろ寄りに位置していた魚雷発射管は前寄りに設置され、それ以外の武装についても設定されている。ただし、ゲームシステム上は対空兵装しか使わない。

『宇宙戦艦ヤマト イスカンダルへの追憶』において、暗黒星団エース級迎撃戦闘機というバリエーションが先んじて登場している。カラーリングが赤となっている。ゲームシステム上の性能は耐久力以外は通常のものと同じで、耐久力に関しても大差はない。

#### 襲撃戦闘機カタピラス
襲撃戦闘機カタピラスは、『宇宙戦艦ヤマト2205 新たなる旅立ち』においてイモ虫型戦闘機をリメイクした架空の機体。デザイン担当は明貴美加。
デザリアム軍の艦上戦闘機であることは変わらないが、機体側面に格闘戦時に展開する機動翼が追加されている。非常に優れた運動性を持つ機体とされる。劇中では急停止からの180度旋回や直角的な軌道変更など、通常の戦闘機とは異なる変則的な動きを見せており坂本を驚かせたが、動きは単純らしく、山本からは「ワンパターン」と言われていた。
劇中では、イスカンダル王都イスク・サン・アリアの沖合に停泊していたガミラス移民船団を空襲し、多数を撃沈。これを阻止すべく迎撃に上がってきたメルダのツヴァルケと空中戦を展開し、物量と高い機動力でメルダ機を追い詰めるも、救援に駆けつけたバーガー艦隊によって蹴散らされた。ゴルバとの戦闘でも多数が展開し、地球・ガミラス連合艦隊の航空隊と交戦する。

### 新イモ虫型戦闘機
新イモ虫型戦闘機は、『ヤマトよ永遠に』に登場する架空の戦闘機。デザイン担当は板橋克己。
暗黒星団帝国で使用されている艦上戦闘機である。上記イモ虫型戦闘機の拡大発展型であり、後継機である。細長く主翼の無いデザインは旧イモ虫型戦闘機と同様だが、細部のデザインは大幅に異なり、まったく面影を感じさせない。機体そのものも大型化され、全長は30メートルとなっている。主武装として機体上部に1門の火炎砲を装備する。その他の武装はこれといって確認出来ない。2人乗りで、コックピットは並列複座式。カラーリングはほぼ黒一色。先代機とは趣きがまったく異なる点も同じである。

同時期に登場した新円盤型戦闘機と並んで『ヤマトよ永遠に』における暗黒星団帝国の主力艦上機の一つである。劇中では巨大戦艦ガリアデス（プレアデスの同型艦）に搭載され、暗黒星雲内の追撃戦の際、ヤマトに対して空襲を仕掛けている。

#### 暗黒星団重戦闘機
暗黒星団重戦闘機は、PS2版『宇宙戦艦ヤマト イスカンダルへの追憶』『宇宙戦艦ヤマト 暗黒星団帝国の逆襲』『宇宙戦艦ヤマト 二重銀河の崩壊』に登場する架空の戦闘機。デザインは宮武一貴。
紡錘形の胴体にT字翼を備えるという基本シルエットは共通しているが、デザイン自体はより有機的なものに大幅に改変されている。推進器周りの形状は暗黒星団迎撃戦闘機（イモムシ型戦闘機）と共通性のあるものとなっている。

機首の火炎砲は左右斜め上から牛の角のように2本生えた形状になり、ビーム収束リングなど細かいディテールが追加されている。ビームキャノンのほか、機首には実体弾機関砲、機首下面にビーム機関砲塔、T字翼部分にレーザー機関砲を備えている。

### 戦闘爆撃機
戦闘爆撃機は、『ヤマトよ永遠に』に登場する架空の軍用機。デザイン担当は板橋克己。
暗黒星団帝国で使用されている大型艦上戦闘爆撃機である。全長は60メートルにもおよび、同時期の同帝国の航空機と比べ、約2倍の大きさを誇る。主武装として機体上部に触手型の3門の光線砲を装備。この砲身も、新円盤型戦闘機同様、超磁性体関節ギア採用によりフレキシブルに可動する。正面の赤い部分がコックピットであり、ここに4人分の座席のような物体が見える。その大柄な外観とは裏腹に、高層ビルの間を高速で飛行できるほどの飛行性能を持つ。
『ヤマトよ永遠に』時における暗黒星団帝国の主力艦上機の一つであり、地球侵攻部隊の重要な航空兵力として、多数が巨大輸送艦によって運ばれた。また、前線補給中間基地にも配備されている。劇中では確認出来ないが、巨大宙母の主要艦載機でもある。カラーリングはほぼ黒一色でまとめられている。
PS2版『宇宙戦艦ヤマト イスカンダルへの追憶』『宇宙戦艦ヤマト 暗黒星団帝国の逆襲』『宇宙戦艦ヤマト 二重銀河の崩壊』にも、暗黒星団爆撃機として登場。また『宇宙戦艦ヤマト 二重銀河の崩壊』では、触手型の3門の光線砲を廃し、代わりに重戦闘機と同デザインである大型のビームキャノンを2門装備した暗黒星団新型爆撃機が登場している。

### 戦闘ヘリ
戦闘ヘリは、『宇宙戦艦ヤマト 新たなる旅立ち』に登場する架空の宇宙艇。デザイン担当は中村光毅（準備稿）、板橋克己。
自動惑星ゴルバの主要艦載機である。ヘリと名が付いているが、全長は40メートルと大型。公式ムック本では、「自動惑星ゴルバの護衛を目的とする小型戦闘艦」と表記されている。主武装は機体下部に速射ミサイルポッド2基。機首に4連装レーザー砲。側面に単装パルスレーザー砲座2基を持つ。大気圏内外兼用なのかは不明。
中村光毅の準備稿では、主推進器部分から十字に翼が伸び、それがヘリコプターのローター風に回転する案もあったが、作画の手間を軽減する為に決定稿ではその機構はオミットされている。機体のデザインや色使いはイモ虫型戦闘機と似ている。当初は名の通り戦闘ヘリとして登場する予定で、サイズも通常の艦載機並だった。
劇中ではDMB-87急降下爆撃機を撃墜するなど、ある程度の活躍を見せたが、デスラー戦闘空母の攻撃の前に次々と撃墜されている。
『永遠に』では登場しないが、ひおあきらの漫画版では、脚本でのゴルバ戦におけるイモムシ型攻撃機に相当する立場で、本機が登場する。

### 作業艇
作業艇は、『宇宙戦艦ヤマト 新たなる旅立ち』に登場する架空の宇宙艇。デザイン担当は中村光毅（準備稿）、板橋克己（決定稿）。
ガミラシウム採掘船団に所属。2本の円筒状ガミラシウム輸送パーツを艇体下部の両舷へ抱え込み、地上の加工艦から作業母艦へと輸送する小型艇。塗装はオレンジ。

### 無人大型戦闘艇テンタクルス
無人大型戦闘艇テンタクルスは、PS2版『宇宙戦艦ヤマト イスカンダルへの追憶』に登場する架空の宇宙艇。

### デザリアム・ハンマー
デザリアム・ハンマーは、『宇宙戦艦ヤマト2205 新たなる旅立ち』に登場する架空の特殊装置。デザイン担当は小倉信也、明貴美加。
約600mもの全高を持つ槍状の装置で、崩壊の迫った天体に落着・展開し、地殻を連鎖的に破壊するエネルギーを打ち込んで崩壊、エネルギー資源化し、採取したエネルギーを送り出す機能を持つ。単体での時空跳躍（ワープ航法）が可能なことに加えて、ガミラス艦の陽電子ビーム攻撃などの砲撃を無効化する特殊装甲を有している。ガミラスからはその形状から「槍」と呼ばれている。
劇中では、移住作業を進行中のガミラス星に、突如として多数がワープによって飛来。惑星コアの融解を促進させてガミラス星のエネルギー資源化を実行し、ガミラス星をガルマン星へ移住できていなかった七割ものガミラス人諸共消滅させた。その際に生じたエネルギーは自動惑星ゴルバへと送られ、イスカンダル移送のためのワープに使用された。その後、ボルゾン星系にて、惑星ガルマリオのエネルギー資源化の為に大量に待機していたが、ヤマトの波動砲でガルマリオは破壊される。真田達は次にボルゾン恒星のエネルギー資源化を狙ってると推測するが、その後の戦闘でイスカンダルの自爆と巻き込まれたゴルバの消滅によって未遂に終わる。
デザリアム・ハンマー飛来に際して、ガミラス艦隊は上記の特殊装甲に阻まれハンマーに手も足も出なかったが、駆け付けたバーガー艦隊がハンマーの足元の地面を崩して倒壊させる戦法を考案、一部のハンマーの除去に成功するも、軌道上に次々とワープアウトして降下してくる無数のハンマーの物量には抗し切れず、ガミラス星の破壊を防ぐことはできなかった。

## ガルマン・ガミラス帝国

### 双胴戦闘機
双胴戦闘機は、『宇宙戦艦ヤマトIII』に登場する架空の戦闘機。デザイン担当は板橋克己。
ガルマン・ガミラス帝国で使用されている主力艦上戦闘機である。主に同帝国の宇宙空母に搭載され運用される。名前の通り双胴機で、種別としてはツェルステラー（駆逐機）に分類される。全翼式の三座機で中央のコクピットに操縦士。左右双胴前部の銃座に銃手が位置し、銃座に備え付けられた単装パルスレーザー砲を操作する変わった形式を取っている。機体の色は黄色。武装は前述のパルスレーザー砲2基のみで、ミサイルは搭載できないようである。
劇中ではダゴン艦隊の新鋭空母部隊の艦載機として登場。いて座ロス154から白鳥座61番星にかけての戦いに投入された。レーザー砲の威力はかなりのもので、気象観測宇宙船を機銃掃射で撃沈した。しかし、機動性はあまり高くないようで、空中戦ではコスモタイガーIIに撃墜されることが多かった。

元々はヤマトの新探索機としてデザインされていた。

### 重爆機
重爆機は、『宇宙戦艦ヤマトIII』に登場する架空の爆撃機。デザイン担当は板橋克己。
ガルマン・ガミラス帝国で使用されている主力艦上爆撃機である。主に同帝国の宇宙空母に搭載され運用される。劇中のテロップでの表記は重爆撃機。正面下部に並列三座のコックピットがある3人乗り。武装は片翼下に大型ミサイルを1発ずつ、計2発。コックピット上部にミサイル発射管4基装備。ただし自衛用火器は持たない。上記の双胴戦闘機同様の全翼機だが、より直線的なデザインである。機体後部にレーダーと思われる突起があるが、ここは小型の瞬間物質移送器である。機体の色はガルマン・ガミラス標準色の濃緑。
劇中ではダゴン艦隊の新鋭空母部隊の艦載機として登場。しかし攻撃描写が少なく、攻撃する前にコスモタイガーIIやヤマトの対空砲に撃墜されることが多かったため、あまり見せ場がなかった。

元々はヤマトの新探索機としてデザインされていた。

### 雷撃機
雷撃機は、『宇宙戦艦ヤマトIII』に登場する架空の攻撃機。デザイン担当は板橋克己。
ガルマン・ガミラス帝国で使用されている主力艦上攻撃機である。主に同帝国の宇宙空母に搭載され運用される。機体色は白。旧ガミラスのDMT-97の流れを汲む機体である。資料によってはミサイル戦闘機の名称で掲載されることもある。垂直尾翼は無く、高翼配置の地面に届きそうなほどに垂れ下がった逆ガルウィングを持ち、機首部に埋め込むような形で大型魚雷を1発搭載。攻撃機ながら単座機だが、魚雷のほかに武装はなく、敵戦闘機に襲われた際に自衛する手段を持たない。
劇中ではダゴン艦隊の新鋭空母部隊の艦載機として登場。気象観測ステーションを破壊したり、ヤマトへの攻撃などの見せ場が多く、ガルマン・ガミラス艦載機の主力として描かれている。

本機は、ガルマン・ガミラス戦闘機として描かれたデザインを雷撃機に変更したもの。そのデザインでは、ミサイル部分はガルマン艦の特徴である段々のくびれ形状だった。

### ゼーアドラーIII
ゼーアドラーIIIは、『宇宙戦艦ヤマトIII』に登場する架空の戦闘機。デザイン担当は出渕裕。
ガルマン・ガミラス帝国で主力として使用されている。正式名称は格闘宇宙戦闘機ゼーアドラーIII。旧ガミラス戦闘機や、DMF-3型艦上戦闘機などの流れを汲む流麗な機体。設計思想は敵として戦った、コスモゼロやコスモタイガーIIなどの地球製航空機群の影響を受け、参考にしている。固定武装は機首下面に30mm、上面に20mmのパルスレーザー砲を併せて10門。空対空ミサイルも6発まで搭載可能である。戦闘機同士の空中戦のみならず、胴体下部の大型対艦ミサイルをもって対艦攻撃の任に就くことも可能であるが、艦上機として運用できるかについては不明である。ただし、「バンダイifシリーズ」のウォーシミュレーションゲーム『宇宙戦艦ヤマト』では空母艦載機扱いになっており、6ユニット24機が二連三段空母に搭載可能である。

劇中ではバーナード星基地に陸上戦闘機として配備され、第9話でコスモタイガー隊と一戦を交えた。さらに第16話では、ガルマン・ガミラス本星におけるパレードにも参加している。

### 反射板搭載機
反射板搭載機は、『宇宙戦艦ヤマトIII』に登場する架空の航空機。デザイン担当は板橋克己。
ガルマン・ガミラス帝国で使用されている大型の特殊機である。反射板が移動出来ないという旧反射衛星砲の弱点を改善するために、航空機に反射ミラーを仕込んだもの。ミラーは機体下面に備えられ、反射衛星砲における反射衛星の役割を果たす。複座式でコックピットは左右別々に分かれている。発射されたエネルギー放流を的確にはじき返すことが可能なほど安定性が良いが、機体そのものは脆弱かつ運動性は低く、大型探査機であり決して運動性が高いとはいえないコスモハウンドに捉えられて、自衛用のパルスレーザーによって次々と撃墜されてしまった。武装は機首にパルスレーザー砲を6門装備（本編未使用）。
元々はヤマトの新探索機としてデザインされていた。

### 次元潜航艇
次元潜航艇は、『宇宙戦艦ヤマトIII』に登場する架空の宇宙艇。デザイン担当は板橋克己。「艇」と名乗ってはいるが、全長200メートルクラスで駆逐艦並みのサイズがある。

## ボラー連邦

### 中型戦闘機
中型戦闘機は、『宇宙戦艦ヤマトIII』に登場する架空の戦闘機。
ボラー連邦で使用されている主力艦上戦闘機である。主に同連邦の宇宙空母に搭載され運用される。AタイプとBタイプの二種類が存在し、どちらも赤く塗装されている。
Aタイプ
終盤に登場したタイプ。デザイン担当はサブマリン、板橋克己。
機首にコクピットを持つ細長い機体。武装は機首部下面から突き出た大型レーザー砲と、背部に2門のミサイルランチャー。劇中では土門竜介に致命傷を与えている。大型レーザー砲はかなり強力で、シャルバートでの戦いではガルマン帝国の戦闘艦をも撃沈していた。大型で対艦攻撃機色が強いが、揚羽の攻撃を再三かわすなど見掛けに反してかなり軽快である。
Bタイプ
中盤に登場したタイプ。デザイン担当はサブマリン。
上部に単装大型ビーム砲。先端部にミサイル発射口3門を装備。加えて機体左右に各4門ずつ、パルスレーザー砲と思われる砲口があり、ズングリした機体形状も相まって、上記Aタイプよりもさらに重量級なイメージがある。バース星近傍で、ヤマトに対し威力偵察を行った際に登場した。

### ボラー連邦小型戦闘機
小型戦闘機は、『宇宙戦艦ヤマトIII』に登場する架空の戦闘機。デザイン担当は板橋克己。
ボラー連邦で使用されている主力艦上戦闘機のひとつである。主に同連邦の宇宙空母に搭載され運用される。中型戦闘機と同様に赤い機体色が特徴的で、キャノピーは半埋没型。武装は機首部下面から突き出たビーム砲と、胴体側面にある6門のパルスレーザー砲。空戦特化型の機体で対艦能力には乏しい。対シャルバート星空域の戦いにおいて登場した。

### 上陸用舟艇（ボラー連邦）
ボラー連邦の上陸用舟艇（じょうりくようしゅうてい）は、『宇宙戦艦ヤマトIII』に登場する架空の宇宙艇。デザイン担当は板橋克己。
地上制圧に使用される中型飛行艇。円盤状の艇体をもち、下部に降下部隊用のハッチがあり飛行しながら空挺部隊を降下させることが可能である。正面にある二つの突起物の間にコックピットがある。上面にある二つの膨らみはレーダードームである。
シャルバート星制圧および、惑星ファンタムへのルダ王女の送致に使用されていた。

### ベムラーゼ連絡艇
ベムラーゼ連絡艇は、『宇宙戦艦ヤマトIII』に登場する架空の宇宙艇。デザイン担当は板橋克己。
ベムラーゼ艦の搭載内火艇。円盤型の大型艇で艇首に首相専用車両を搭載している（本編未使用）。塗装は赤で外見から見る限りは非武装。第13話、ベムラーゼが舷窓からヤマトに一方的に撃破されるバース星艦隊を冷たい表情で一瞥し、乗艦へと帰還するシーンにのみ登場。

## ディンギル帝国

### ラルゴールム
ラルゴールムは、『宇宙戦艦ヤマト 完結編』に登場する架空の戦闘機。デザイン担当は出渕裕。
ディンギル帝国で使用されている大型航空機である。高級司令官が乗り込み、前線における指揮機として用いられる。正式名称は高官指揮用重駆逐戦闘機ラルゴールムで、資料によってはルガール二世指揮機とも表記される。全長40メートル、外観はデルタ翼型戦闘機をそのまま巨大化した形状で、先頭部に対艦用のビームキャノンがある。赤と黒の迷彩模様となっている。
内部は、ひな壇のような構造となっており、前部には乗組員のいるコックピットがあり、後部には一段高い位置に指揮官用の大きな肘掛つきの椅子と、立って指揮が取れるほどのスペースが確保されている。
ルガール・ド・ザールが冥王星における地球側艦隊との戦闘で敗北したあとのアクエリアスでの戦闘ではこれに乗り指揮を執っていたが、アクエリアス戦でも敗北したことに対して失望したルガールが都市衛星ウルクから放ったニュートリノビーム防禦幕に激突して消滅した。

### 大型戦闘機
大型戦闘機は、『宇宙戦艦ヤマト 完結編』に登場する架空の戦闘機。デザイン担当は辻忠直。
ディンギル帝国で使用されている主力艦上戦闘機の一種である。主に同帝国の宇宙空母や巨大戦艦に搭載され運用されている。同帝国の航空機の中では比較的、地球型の戦闘機に近いスマートな外観を持つ。機首の両脇にディンギル帝国独特の形状をした小型の先尾翼（カナード）、機体後方にダブルデルタ翼を配置したエンテ型となっている。エンジンは単発で、エンジンノズルが台形状に開孔しており、機体下部にエアインテーク状の構造物がある。機体は濃緑を基調とし、銃座を含むキャノピー周辺とミサイルがオレンジ色、機首先端は黄色に塗られている。乗員数は2名、あるいはそれ以上である。
武装はキャノピー後方に旋回式の3連装ガトリング銃座を1基、主翼下部に小型ミサイルを6発、機首下面に大型ミサイル1発を装備。さらに胴体下部には爆弾倉を持つ。戦闘機という名称ながら、雷撃任務や地上爆撃にも使用される。反面、大型であるがゆえに機動性には限界があり、コスモゼロの急激な動きについていけなかった。

劇中では序盤に、月付近に展開した宇宙空母より多数発進し、地球本土を無差別爆撃して地球防衛軍の基地や停泊中の艦船を全て破壊すると同時に一般人を虐殺。冥王星会戦においては、地球防衛軍の救命艇を銃撃して無抵抗の兵士を殺害するなど、残虐な行動が目立った。その後中盤で、水雷艦隊の護衛としてアクエリアス上空を編隊飛行するが、ヤマトがアクエリアスを発進して以降は姿が見当たらず、どこへ行ったのかは不明である。

### ディンギル帝国小型戦闘機
小型戦闘機は、『宇宙戦艦ヤマト 完結編』に登場する架空の戦闘機。デザイン担当は辻忠直。
ディンギル帝国で使用されている主力艦上戦闘機の一種である。主に同帝国の宇宙空母や巨大戦艦に搭載され運用される。全長10メートルに満たない小型機で、ボラー連邦の小型戦闘機並の艦上機である。武装は、コックピット前方に、小柄の機体には不釣合いなはどの大型光線砲を2基、胴体側面にパルスレーザー発射口を4門装備。これら光線砲の発射ボタンは、ハンド・コントローラーと呼ばれる、反射衛星砲や瞬間物質移送器の操作グリップに似た形状のグリップに集約されている。主翼の両端にT字ガイド翼と呼ばれる姿勢制御用のスタビライザーを装備しているのが特徴で、これによって航空機とは思えない驚異的な機動性を発揮する。その動きは直線的かつ鋭角的、さらにその場での定点反転も思いのままである。

劇中では冥王星会戦に登場。水雷艇の護衛としてコスモタイガー隊と交戦する。

### カリスマIII
カリスマIIIは、『宇宙戦艦ヤマト 完結編』に登場する架空の戦闘機。デザイン担当は出渕裕。
ディンギル帝国で使用されている、ルガール親衛隊所属の迎撃戦闘機である。通称直上型戦闘機。正式名称は高機動軽防空戦闘機カリスマIII。都市衛星ウルクに配備され、ウルクそのものに敵が攻め込んできた際に備えている。垂直上昇可能の単座機で、コックピットは開放式である。固定武装は機首先端部に4門の光体ミサイル弾、コックピット両脇に3連フェーザーバルカンを2基、計6門。なお、設定画における表記はフェザーバルカンとなっている。
劇中ではウルクに強行着陸したヤマトに対し、最初に対応したディンギル兵器であり、ヤマトの砲撃を阻止せんと空襲を仕掛けている。

ディンギル帝国の兵器は辻忠直によって描かれたものが多いが、本機のデザインは出渕裕である。辻もラフスケッチは描いているが、採用されていない。当初、本機は単に直上型戦闘機とだけ名づけられていた。「カリスマIII」という名称は、出渕が自分の描いた設定画に独自につけていたものである。しかし、出渕デザインが本採用されたことで、一緒に書かれていたその名前も正式名として認知されている。

### 一人乗り円盤型戦闘機（一人乗り攻撃型円盤）
一人乗り円盤型戦闘機、または一人乗り攻撃型円盤は、『宇宙戦艦ヤマト 完結編』に登場する架空の航空機。デザイン担当は辻忠直。
ディンギル帝国で使用されている、ルガール親衛隊所属の迎撃戦闘機である。名称は資料によって不統一である。全長3.4メートル。首都防空用の機動兵器であり、白兵戦を展開するメカ・ホースを上空から支援する。皿状の本体に、小ぶりの翼と3連装ガトリング砲1基を備える。パイロットは腹ばいになって搭乗するが、上面は遮蔽物が何も無く、無防備である。操縦性は良好で、一般兵でも問題なく操縦することが出来る。機動性が非常に高いが、反面防御力は低く、コスモガンの直撃で簡単に火を噴いてしまう。
劇中では島大介に致命傷を負わせ、その死の原因となった機体である。
本機には出渕裕の描いた設定画も存在し、ルガール防空隊戦闘反重力ヘリ サックルと名づけられていたが、採用されなかった。

### 水雷艇（ディンギル帝国）
ディンギル帝国の水雷艇（すいらいてい）は、『宇宙戦艦ヤマト 完結編』に登場する架空の宇宙艇。デザイン担当は辻忠直。
ディンギル帝国機動艦隊の中核戦力で、水雷母艦に搭載され運用される。全長16.6メートル。艇体は箱形で双発。1機あたり2基のハイパー放射ミサイルを艇上部に搭載し、対艦攻撃に大きな威力を発揮するが、それ以外の武装は皆無で自衛用火器もないため、敵の制空権内での運用は護衛機の随伴が必須。大気圏内外を問わず行動可能。カラーリングは巨大空母と同じく、黒地に赤いラインである。
劇中では、土星周辺の会戦において地球主力艦隊をハイパー放射ミサイルで全滅させた。次の冥王星会戦では、残存地球艦隊の対空砲火とヤマトの艦載機コスモタイガーIIに対しては単体ではまったく対抗する手段を持たず、次々に撃墜されていくが、防空線を突破した機体はハイパー放射ミサイルを発射し、駆逐艦7隻を撃沈。
アクエリアス近辺での会戦においても発進し、大気圏離脱中のヤマトにハイパー放射ミサイルを発射するも、対ハイパー放射ミサイル艦首ビーム砲によってミサイルを無力化され、敗退した。

## イスカンダル

### 水雷艇（イスカンダル）
イスカンダルの水雷艇（すいらいてい）は、『宇宙戦艦ヤマト 新たなる旅立ち』に登場する予定だった架空の航空機。デザイン担当は中村光毅（ラフ稿）、板橋克己。
全体が黄色（もしくは金色）に塗られた攻撃機であり、イスカンダル星に残されていた航空機である。メカ対比表における全長は30メートルとある。機体下部から多数の爆弾を投下することが可能である。
劇中では、ヤマトの犠牲を増やさないために、古代守が乗り込み、停止しているイスカンダル星を再び暴走させんと、地表の亀裂部分を爆撃する際に使用された。
中村光毅の準備稿では車輪付きの普通の航空機だが、板橋克己の決定稿では機体下部が船の下面のようなデザインとなり、さらに正面・後面図には喫水線を思わせるラインが引かれ、水上機的な外観に仕上がっている。画面に登場した唯一のイスカンダル製兵器である。
テレビ放送の際には、放送時間の関係上カットされ未登場に終わった。登場シーンは未公開カットとして、当時のムック本や後年のDVDおよびBDの特典映像に静止画で収録されている。

### 宮殿脱出ロケット
宮殿脱出ロケットは、『宇宙戦艦ヤマト 新たなる旅立ち』に登場する架空の脱出艇。
マザータウンにある宮殿の頭頂部、クリスタル状の部屋その物が脱出ロケットになっている。スターシアが古代守とサーシャをこれで脱出させた後、自動惑星ゴルバもろ共イスカンダルを自爆させた。

## テレザート
戦闘機、重爆撃機ともに、過去のテレザート星で使用されていた軍用機である。赤茶色の機体が戦闘機、白色の機体が爆撃機である。すでに滅び去った文明の遺物であり、劇中では変わり果てた無残な姿をさらしていた。なお、劇場版『さらば宇宙戦艦ヤマト 愛の戦士たち』とテレビアニメ版『宇宙戦艦ヤマト2』ではテレザート星の設定が異なるため（詳細はこちらを参照）、『さらば宇宙戦艦ヤマト』では登場しない。

### テレザートの戦闘機
テレザートの戦闘機は、『宇宙戦艦ヤマト2』に登場する架空の航空機。デザイン担当は板橋克己。
単発単座戦闘機。機体の尾部に取り付けられたエンジンポッドと、コクピットが左側にオフセット配置された非対称機なのが特徴。武装は銃口らしき物が機首に計12門。

### テレザートの重爆撃機
テレザートの重爆撃機は、『宇宙戦艦ヤマト2』に登場する架空の航空機。デザイン担当は板橋克己。
機首に並列複座式のコクピットと、機体上面に機銃座席らしき独立キャノピーを持った双発三座爆撃機。胴体後部から突き出した形で2基のエンジンポッドを持つ。
武装は胴体左右に計6基の爆弾倉。自衛火器として機体上部に2基の旋回式連装パレスレーザー砲。

## グレートヤマト

### 輸送艇
輸送艇は、漫画『新宇宙戦艦ヤマト』に登場する宇宙艇。小型空間四駆とも呼ばれる。デザインは松本零士。
西暦3199年頃に使用されている「空間四駆」と呼ばれる宇宙艇の一種で、グレートヤマトに数隻が搭載されている。大気圏内での飛行のほか、北極海の氷床の中を航行することも可能。コクピットに4名ほどの人員を搭乗させることができる。武装の有無は不明。発進準備を進めるグレートヤマトへ乗組員を運ぶ際に使用された。

## アメリカ海軍

### 米空母艦載機
米空母艦載機は、『宇宙戦艦ヤマト』に登場する航空機。名称は便宜上のものであり、公式のものではない。TBF アヴェンジャーとSB2C ヘルダイバーの2機種が登場しており、双方共に実在する機体である。
第2話の回想シーンにのみ登場。沖縄への水上特攻作戦へと出撃した大和以下の日本艦隊を攻撃し、急降下爆撃と雷撃によって大和を撃沈した。なお、パイロットは沈みゆく大和を敬礼で見送っている。